# 吉隆坡
{{Infobox settlement
| name                            = 吉隆坡
| official_name                   = 吉隆坡联邦直辖区
Wilayah Persekutuan Kuala Lumpur
Federal Territory of Kuala Lumpur
| native_name                     = Kuala Lumpur
| native_name_lang                = 
| other_name                      =
| settlement_type                 = 首都、联邦直辖区
|translit_lang1=其他文字|translit_lang1_type=马来语|translit_lang1_info=
کوالا لومڤور‎（爪夷文）|translit_lang1_type1=英语|translit_lang1_info1=|translit_lang1_type2=粵语|translit_lang1_info2=吉隆坡
gat1 lung4 bo1（粤拼）|translit_lang1_type3=淡米尔语|translit_lang1_info3=| image_skyline                   = 
吉隆坡（英语和马来语：Kuala Lumpur，缩写「KL」，简称「隆市」，全称「吉隆坡联邦直辖区」）是马来西亚的首都與最大、人口最多以及最密集的城市，一座对东南亚的文化、教育、体育、经济、商业、金融等具有极大影响力的国际都市。依照全球化及世界城市研究网络（GaWC）所公布之《世界级城市》名单，吉隆坡被列为与洛杉矶、芝加哥、悉尼、阿姆斯特丹、多伦多等同属于ALPHA级别的国际都市。吉隆坡也被联合国教育、科学及文化组织选定为2020年度的「世界图书之都」（World Book Capital）。
吉隆坡地处马来西亚半岛西岸，为雪兰莪州所环绕。吉隆坡被规划作「吉隆坡联邦直辖区」，为马来西亚三个联邦直辖区之一，由馬來西亞联邦政府通过联邦直辖区部直接管理。吉隆坡曾经是联邦政府行政中心和马来西亚联邦法院所在地，但已于1999年迁往吉隆坡以南20公里的布城（行政首都）。目前马来西亚的36个联邦政府部门总部中，仅剩4个联邦政府部门仍常驻吉隆坡。即便如此，吉隆坡仍然是马来西亚国会和国家皇宫的所在地。此外，全球十大购物中心的其中三个、全球最高的双子塔—国油双峰塔、全球第二高大楼—默迪卡118以及马来西亚股票交易所也都座落在吉隆坡内。
吉隆坡总面积达243平方（94平方英里），广义的大吉隆坡都会区则包含巴生谷地区，是一个拥有880万人口的都会区。吉隆坡是全马来西亚人口和经济成长最快速的都会区，也是马来西亚语言和人口族群最为多元化的城市。依据2023年11月发布的《2023年英孚英语水平指数》，吉隆坡在母语非英语的城市中，英语熟练度指标为564分，位居全球第29名。
吉隆坡在《外交政策》公布的2014年全球城市指数中位居第53名，经济与社会改革相关的2019年2thinknow改革城市指数则位居第81名。根据万事达卡公司的《2018年全球目的地城市指数》报告指出，吉隆坡每年拥有高达1379万名外国游客到访，游客人数超越纽约、东京、上海、北京、台北等城市，位居全球第六名，并在《2019年外籍城市排名》中位居全球第二名。
大吉隆坡都会区同时也是许多高等学府的所在地。在2022年QS世界大学排名中，共有五所位居世界前200名的大学位于大吉隆坡都会区内。自1990年代开始，吉隆坡便开始举办了许多国际体育、政治和文化活动，包括1989年英联邦政府首脑会议、1998年英联邦运动会和2017年东南亚运动会等。

## 词源
吉隆坡在马来语中的直译意思是「泥泞的汇合」；其中「瓜拉」（Kuala）是两条河流的汇合点或河口，而「隆坡」（Lumpur）的意思是泥。关于这个地区为何被命名为「吉隆坡」的历史原由一直存在争议，其中被推断的原因包括吉隆坡是以「双溪隆坡」（Sungai Lumpur）和「彭加兰吉隆坡」（Pengkalan Kuala Lumpur）来命名。
吉隆坡是以「双溪隆坡」（Sungai Lumpur）来命名的依据是在1820年代时，双溪吉隆坡是巴生河上游最重要的锡生产聚居地。然而，这个推论并没有说明吉隆坡位于鹅麦河和巴生河的交汇处，因此应该命名为「瓜拉鹅唛」（Kuala Gombak）。这是因为马来语中「瓜拉」（Kuala）意指一条河流加入更大的河流或大海的点。一些学者认为「双溪隆坡」实际上一直延伸到汇合处，因此它与巴生河汇合的点将是吉隆坡，尽管据说这条双溪吉隆坡是另一条河流，在鹅唛汇合处上游1.5公里处汇入巴生河，或者可能位于黑风洞地区的北部。
吉隆坡是以「彭加兰吉隆坡」（Pengkalan Kuala Lumpur）来命名的依据则是巴生曾经被称为「彭加兰峇株」（Pengkalan Batu），直译中文为「石头登陆的地方」。然而除了轶事之外，没有任何确凿的当代证据支持这些推论。
至于中文译名，根据许云樵在《马来亚丛谈》及《马来亚地名掌故谈》的说法，“吉隆坡”的译名并不是源自Kuala Lumpur的音译，“吉隆”一词是Kilang（工厂）的译音，一说也是巴生市（Klang）的译名来源，“坡”是“埠”的讹字。

## 历史
联邦直辖区：1974–至今

 马来联邦：1895–1942

 大日本帝国：1942–1945

 马来亚英国军事管制区：1945–1946

 马来亚联邦：1946–1948

 马来亚联合邦：1948–1963

### 早期历史
目前没有任何确切的历史证明谁创立或命名了吉隆坡。吉隆坡最初是一个位于双溪鹅麦和双溪巴生（巴生河）的交汇处，只有几间房屋和商店的小村庄。吉隆坡大约在1857年成为一个城镇，当时巴生的马来酋长拉惹阿都拉在他的兄弟拉惹朱马安的帮助下聘请了来自卢骨的华人矿工到巴生谷开采锡矿，矿场也由此成为贸易聚集之处。锡矿开采者们在吉隆坡登陆后便落脚于安邦，并在那里他们开设了第一座矿山。吉隆坡是巴生河上游最远的地方，方便乘船运送补给品，因此成为锡矿的集散地。在锡矿开采的推动下，吉隆坡开始逐步发展并修建多条道路。
锡矿开采者合伙组成工人组织，包括客家族群为主的海山会和福建族群为主的义兴会。这两大华人工人组织经常为了锡矿利息产生争斗。由于斗争不断导致矿场时常停工，因而促使当时统治雪兰莪的英国殖民政府和马来酋长委任一位「甲必丹」（意指华人领袖）管理吉隆坡的华人社区。吉隆坡早期的重要马来人物包括成为「拿督大港」（意指商人首领）的哈芝·莫哈末·塔希尔。苏门答腊的米南佳保人为吉隆坡贸易和建立烟草种植园的另一个重要群体，这个群体的著名人物包括拿督萨蒂、奥斯曼·阿都拉、莫哈末·努尔以及参与了甘榜峇鲁早期发展计划的哈芝·莫哈末·泰益。
当时的吉隆坡是一个有着许多社会和政治问题的小镇。由于缺乏适当的卫生设施和地理位置，当时的吉隆坡饱受疾病困扰和遭受洪水威胁。此外，吉隆坡早期的建筑物几乎都是用木头和棕榈叶茅草建造，因此也经常发生火灾。

### 雪兰莪内战
1867至1874年期间，吉隆坡因锡矿收入的问题卷入了雪兰莪内战。当时的甲必丹叶亚来选择与东姑古丁结盟，而敌对的华人帮派则与拉惹马哈迪结盟。由于拉惹阿萨和苏坦布阿沙转向支持拉惹马哈迪，吉隆坡随后在1872年被拉惹马哈迪占领并烧毁。叶亚来后来逃离吉隆坡在巴生组建了另一支战斗部队，并在来自彭亨战士的帮助下于1873年3月1日从拉惹马哈迪手中夺回吉隆坡的控制权。

### 再度发展的吉隆坡
吉隆坡因战争、锡价大幅度下跌、霍乱等原因进入了长达7年的衰退期。1879年末，当时锡的价格上涨使吉隆坡得以复苏。然而好景不长，吉隆坡在1881年末以及1882年1月发生严重的水灾和火灾，导致当时的吉隆坡几乎被摧毁。该镇随后在叶亚来的坚持下，经过几次重建后得以蓬勃发展。新上任的英国殖民政府官员瑞天咸通过推动一系列的政策促成了吉隆坡的快速增长和发展，促使吉隆坡从小城镇转型成为主要城市。
吉隆坡重建后，华人和马来人都定居在巴生河东岸。华人主要定居在集市广场的商业中心；马来人则主要居住在爪哇街地区，即现在的敦霹雳路。1880年，以瑞天咸为首的英殖民政府将雪兰莪州首府从巴生迁至更具战略优势的吉隆坡，并将英殖民政府大楼和英国官员的生活区设在巴生河西岸。同年，英殖民政府将政府总部和新的警察总部建在武吉阿曼（今马来西亚皇家警察总部），警察训练中心则建在巴东（今独立广场）。1897年，英殖民政府将政府总部从武吉阿曼搬迁至名为「政府总部」的大楼（今苏丹阿都沙末大厦）。
瑞天咸在成为英殖民政府最高专员后开始通过清理街道来改善城镇。由于吉隆坡常年发生火灾，瑞天咸在1884年颁布法律规定吉隆坡内所有建筑物必须以砖瓦建造，以降低易燃性。瑞天咸同年也颁布重建吉隆坡的政策，扩大街道以减少火灾风险。为了响应英殖民政府的政策，叶亚来购买了一块庞大的土地建立一个砖厂来生产大量砖瓦。在瑞天咸实施了法律改革后，叶亚来被英殖民政府推荐委任成为一个小额索赔法庭的法官。叶亚来也以六人警力，建造一座可同时容纳六十名囚犯的监狱。在苏丹阿都沙末的支持下，叶亚来在茨厂街建造了吉隆坡的第一所学校和一个主要的木薯厂
。1886年，由瑞天咸规划的吉隆坡－巴生铁路线正式建成。此铁路线大大降低了往返吉隆坡和巴生的交通时长，并进一步增加两地的交通和人流往来。
随着1880年代的快速发展，吉隆坡的卫生、废物处理和其他公共设施开始超负荷。于是，瑞天咸在1890年5月14日成立吉隆坡卫生委员会。该委员会负责吉隆坡的卫生、道路维护、街道照明等，并在之后成为现今的吉隆坡市政局。1896年，吉隆坡被英殖民政府选为新成立的马来联邦的首都。

### 20世纪至今
在一系列行政区域重划下，吉隆坡的面积在20世纪大幅扩张。吉隆坡在1895年的面积为0.65平方公里（0.25平方英里），在1903年扩大到20平方公里（7.7平方英里）。1948年，吉隆坡在成为直辖市时已扩大到93平方公里（36平方英里）。吉隆坡在1974年成为联邦直辖区后，现今面积为243平方公里（94平方英里）。
20世纪初，由于汽车轮胎的需求增加推动了吉隆坡橡胶工业的发展，进而推动吉隆坡的经济发展。吉隆坡的人口也从1900年的30,000人增加到1920年的80,000人。由于英殖民政府的「分而治之」（divide and rule）政策，吉隆坡当时的商业活动很大程度上是由华人商人（例如当时在吉隆坡最富有和最有影响力的华人陆佑）以及英国资本家掌握。橡胶工业的发展吸引外国资本和种植者涌入吉隆坡，并早就许多新公司和产业设立和搬迁到吉隆坡。

#### 日占时期
在第二次世界大战期间，吉隆坡于1942年1月11日被日本军队占领。尽管吉隆坡在被日军占领的3年8个月期间几乎没有受到破坏，但日军在吉隆坡造成了许多的生命逝去。在日本军队占领的短短几周内，至少有5,000名华人在吉隆坡被日军处决，数千名印度人也被日军强制移送在缅甸的铁路上强迫劳动，许多人也因此丧生。1945年8月15日，日本第七地区军在新加坡和马来亚的总司令板垣征四郎在广岛与长崎原子弹爆炸后向英国政府投降，撤离马来半岛。

#### 二战后
在日军撤离后，马来半岛出现长达2个星期的权力真空，马来亚共产党借此机会通过马来亚人民抗日军等多个亲共组织成功控制马来半岛。1945年9月3日，英军开始重新掌控马来半岛，并于9月12日在整个马来半岛落实英国军事管制（BMA）。1946年4月1日，英殖民政府成立马来亚联邦，吉隆坡所属的雪兰莪州被划分入马来亚联邦。然而，马来亚联邦随后在1948年2月1日解散，由马来亚联合邦取代。在马来亚紧急状态（1948-1960）期间，为了遏制共产势力，英殖民政府在吉隆坡内建立了华人新村，将原本散居的华人集中起来，以阻断华人与马来亚共产党成员的联系。
1952年2月16日，英殖民政府举行了吉隆坡第一次市政选举。这也是吉隆坡市民第一次以投票的方式，选举出市镇委员会的成员。在本次选举中，巫统和马华候选人的临时联盟赢得了市镇委员会的多数席位，从而形成了联盟党（现今的国阵）。1957年8月31日，马来亚联合邦脱离大英帝国统治获得独立。

#### 独立建国后
1969年5月13日，吉隆坡发生马来西亚历史上最严重的骚乱，五一三事件。该事件是一起马来人和华人之间的种族冲突事件，主要起因是1969年马来西亚全国选举，联邦反对势力在选举中取得50.9%的得票率，首次超越执政党联盟。反对党在5月11日进入首都吉隆坡游行庆祝胜利，一些巫统的激进党员则在吉隆坡举行游行示威。5月13日，两派人马在街头短兵相接，最终演变成为流血大暴动。除此之外，另一个主要起因是马来人为最大族群，因英殖民政府的「分而治之」导致马来人都普遍贫困。虽然国家已经独立了，但是联邦政府基本上延续了英殖民时期的经济体系，经济依然很大幅度掌握在外资和华人手中。这也导致马来人和华人之间产生矛盾和摩擦，进而引爆五一三事件的发生。根据官方数据，五一三事件导致196人死亡。
1972年2月1日，吉隆坡正式被授予「大城市」地位，成为马来西亚第一个在独立后获得大城市地位的城市。1974年2月1日，马来西亚联邦政府与雪兰莪州政府签署《吉隆坡联邦直辖区协定》，将吉隆坡割让予联邦政府，自此吉隆坡成为马来西亚第一个联邦直辖区，由联邦政府直接管辖。雪兰莪州政府后来也从吉隆坡搬迁至新的州首府莎阿南。因吉隆坡土地有限和过度拥挤问题，联邦政府于90年代末开始建设新市镇－布城，并在1999年开始将联邦政府行政机构撤出吉隆坡，搬迁至布城。布城也因此得到「行政首都」之称。
自1990年代开始，吉隆坡经历了快速的现代化发展。1990年5月14日，吉隆坡庆祝100年建立地方议会，并同时推出新的吉隆坡联邦直辖区旗和市歌。1996年10月1日，吉隆坡塔正式开放，塔高421米（1381英尺），是当时全球第四高塔。1998年6月27日，吉隆坡国际机场正式启用，是马来西亚规模最大的机场，也是全球最繁忙机场之一。1999年8月31日，国油双峰塔正式开放，是当时全球最高的摩天大楼，后来被台北101超越。国油双峰塔仍然是目前世界上最高的双栋大楼，也是20世纪最高的摩天大楼。2003年8月31日，吉隆坡单轨列车开通。2019年，106交易塔竣工，是当时全球第15高摩天大楼。2021年，默迪卡118正式封顶，成为全球第二高摩天大楼。

## 地理
吉隆坡位在巴生河流域，东有蒂迪旺沙山脉为屏障，北方及南方有丘陵地环绕，西临马六甲海峡。吉隆坡的马来语意指「泥泞河口」，即巴生河和鹅唛河的交会处。
吉隆坡地处雪兰莪州中心，曾受到雪兰莪州政府的管辖。 1974年，吉隆坡自雪兰莪州划分出来，组成第一个受马来西亚联邦政府管辖的联邦直辖区。马来半岛西侧海岸与东侧海岸相较起来，有较广阔的平原，因此促进吉隆坡发展，比其他城市还来得快速。都会区面积达243平方（94平方英里），平均海拔21.95（72.0英尺）。

### 气候和天气
吉隆坡东临蒂迪旺沙山脉，西临印尼苏门答腊岛，形成热带雨林气候（柯本气候分类法），长年温暖，四季如夏，日照充足，且降雨丰沛，特别是十月至隔年三月东北季风盛行时。气温长时稳定，最高温大约在摄氏31至33度之间，从未超过37.2度；最低温约在22至23.5度之间，未低于17.8度。平均年降雨量为2600毫米，虽然六月及七月较为干旱，但平均月降雨量大都超过127毫米。
降雨量突增时，时常有水患发生，特别是在市中心，低洼地区及下游区域。附近的苏门答腊岛发生森林火灾时，引起的尘土和灰烬会让吉隆坡深受霾害，是市区主要的污染来源，另有露天燃烧、汽机车及建地活动所造成的空气污染。
| 吉隆坡                                  | 吉隆坡       | 吉隆坡      | 吉隆坡      | 吉隆坡      | 吉隆坡       | 吉隆坡      | 吉隆坡      | 吉隆坡       | 吉隆坡      | 吉隆坡      | 吉隆坡      | 吉隆坡      | 吉隆坡        |
| 月份                                    | 1月          | 2月         | 3月         | 4月         | 5月          | 6月         | 7月         | 8月          | 9月         | 10月        | 11月        | 12月        | 全年          |
| --------------------------------------- | ------------ | ----------- | ----------- | ----------- | ------------ | ----------- | ----------- | ------------ | ----------- | ----------- | ----------- | ----------- | ------------- |
| 历史最高温 °C（°F）                     | 38.0 (100.4) | 36.2 (97.2) | 36.7 (98.1) | 37.2 (99.0) | 38.5 (101.3) | 36.6 (97.9) | 36.3 (97.3) | 38.0 (100.4) | 35.8 (96.4) | 37.0 (98.6) | 36.0 (96.8) | 35.5 (95.9) | 38.5 (101.3)  |
| 平均高温 °C（°F）                       | 32.0 (89.6)  | 32.8 (91.0) | 33.1 (91.6) | 33.1 (91.6) | 33.0 (91.4)  | 32.8 (91.0) | 32.8 (91.0) | 32.3 (90.1)  | 32.1 (89.8) | 32.0 (89.6) | 31.7 (89.1) | 31.5 (88.7) | 32.4 (90.3)   |
| 日均气温 °C（°F）                       | 27.7 (81.9)  | 28.2 (82.8) | 28.6 (83.5) | 28.7 (83.7) | 28.8 (83.8)  | 28.6 (83.5) | 28.1 (82.6) | 28.1 (82.6)  | 28.0 (82.4) | 28.0 (82.4) | 27.8 (82.0) | 27.6 (81.7) | 28.2 (82.8)   |
| 平均低温 °C（°F）                       | 23.4 (74.1)  | 23.6 (74.5) | 24.0 (75.2) | 24.3 (75.7) | 24.6 (76.3)  | 24.3 (75.7) | 23.8 (74.8) | 23.9 (75.0)  | 23.8 (74.8) | 24.0 (75.2) | 23.8 (74.8) | 23.6 (74.5) | 23.9 (75.0)   |
| 历史最低温 °C（°F）                     | 17.8 (64.0)  | 18.0 (64.4) | 18.9 (66.0) | 20.6 (69.1) | 20.5 (68.9)  | 19.1 (66.4) | 20.1 (68.2) | 20.0 (68.0)  | 21.0 (69.8) | 20.0 (68.0) | 20.7 (69.3) | 19.0 (66.2) | 17.8 (64.0)   |
| 平均降水量 mm（）                       | 193 (7.6)    | 198 (7.8)   | 257 (10.1)  | 290 (11.4)  | 197 (7.8)    | 131 (5.2)   | 148 (5.8)   | 162 (6.4)    | 214 (8.4)   | 265 (10.4)  | 321 (12.6)  | 252 (9.9)   | 2,628 (103.4) |
| 平均降雨天数                            | 17           | 17          | 19          | 20          | 18           | 14          | 16          | 16           | 19          | 21          | 24          | 22          | 223           |
| 平均相對濕度（％）                      | 80           | 80          | 80          | 82          | 81           | 80          | 79          | 79           | 81          | 82          | 84          | 83          | 81            |
| 月均日照時數                            | 185.0        | 192.4       | 207.9       | 198.8       | 206.8        | 194.4       | 200.2       | 189.0        | 163.8       | 169.1       | 152.3       | 162.6       | 2,222.3       |
| 来源1：Pogodaiklimat.ru                 |              |             |             |             |              |             |             |              |             |             |             |             |               |
| 来源2：NOAA (sunshine hours, 1961–1990) |              |             |             |             |              |             |             |              |             |             |             |             |               |

| 吉隆坡气候数据      | 吉隆坡气候数据 | 吉隆坡气候数据 | 吉隆坡气候数据 | 吉隆坡气候数据 | 吉隆坡气候数据 | 吉隆坡气候数据 | 吉隆坡气候数据 | 吉隆坡气候数据 | 吉隆坡气候数据 | 吉隆坡气候数据 | 吉隆坡气候数据 | 吉隆坡气候数据 | 吉隆坡气候数据 |
| 月份                | 1月            | 2月            | 3月            | 4月            | 5月            | 6月            | 7月            | 8月            | 9月            | 10月           | 11月           | 12月           | 全年           |
| ------------------- | -------------- | -------------- | -------------- | -------------- | -------------- | -------------- | -------------- | -------------- | -------------- | -------------- | -------------- | -------------- | -------------- |
| 日平均日照时间      | 12.0           | 12.0           | 12.1           | 12.2           | 12.3           | 12.3           | 12.3           | 12.2           | 12.1           | 12.0           | 12.0           | 11.9           | 12.1           |
| 平均紫外线指数      | 12             | 12             | 12             | 12             | 12             | 12             | 12             | 12             | 12             | 12             | 12             | 12             | 12             |
| 来源：Weather Atlas |                |                |                |                |                |                |                |                |                |                |                |                |                |

## 政治管理
吉隆坡从1961年4月1日起便由一家名为「联邦首都专员」（Federal Capital Commissioner）的机构管理，直到1972年被授予「大城市」地位后，行政权力转移给由政府委任的市长。吉隆坡共有14名前任市长，现任市长为麦慕娜·莫哈末沙里夫，于2024年8月15日上任。目前在位最久的市长为依利雅斯奥玛（1981年至1992年在任）。

### 地方政府
吉隆坡是马来西亚三个联邦直辖区之一，所有联邦直辖区由联邦政府通过联邦直辖区部下属机构直接管理。管理吉隆坡的地方政府行政机关为「吉隆坡市政局」，受联邦直辖区部管辖。吉隆坡市政局负责管理吉隆坡的公共健康与卫生、废弃物清理与管理、城市规划、环境保护与建筑管理、社会和经济发展以及其他公设维护等项目。领导市政局的市长握有执行权，由最高元首在联邦直辖区部长的建议下委任，任期三年。。

### 行政区划
吉隆坡按照国会议席，分为11个分区，之下又分为29个次要区域：
| 国会议席           | 次分区 | 人口 （2020年） | 面积 （平方公里） |
| ------------------ | --- | --------------- | ----------------- |
| （P114）甲洞       | - 甲洞（Kepong） | 106,199         | 12                |
| （P115）峇都       | - 峇都（Batu） - 冼都（Sentul）                                                                                               | 219,132         | 20                |
| （P116）旺沙玛珠   | - 文良港（Setapak） - 旺沙玛珠（Wangsa Maju）                                                                                 | 215,600         | 16                |
| （P117）泗岩沫     | - 孟加拉拉（Manjalara） - 满家乐（Mont Kiara） - 白沙罗高原（Bukit Damansara） - 大使（Duta）                                 | 253,715         | 51                |
| （P118）斯迪亚旺沙 | - 士马勒（Semarak） - 斯迪亚旺沙（Setiawangsa）                                                                               | 147,095         | 16                |
| （P119）蒂蒂旺沙   | - 甘榜峇鲁（Kampung Baru） - 拿督克拉末（Datuk Keramat） - 班登（Pandan）                                                     | 122,096         | 15                |
| （P120）武吉免登   | - 市中心/KLCC（Ibu Kota） - 十五碑（Brickfields） - 沙叻（Salak）                                                             | 120,529         | 21                |
| （P121）班底谷     | - 班底谷（Lembah Pantai） - 孟沙（Bangsar）                                                                                   | 148,094         | 20                |
| （P122）士布爹     | - 郊外岭（Taman Desa） - 士布爹（Seputeh，为旧巴生路、华联花园和旧古仔） - 大城堡（Sri Petaling） - 武吉加里尔（Bukit Jalil） | 322,511         | 31                |
| （P123）蕉赖       | - 半山芭（Pudu） - 蕉赖（Cheras） - 康乐（Connaught）                                                                         | 135,823         | 16                |
| （P124）敦拉萨镇   | - 敦拉萨镇（Bandar Tun Razak） - 新街场（Sungai Besi） - 阿南达迈（Alam Damai）                                               | 191,318         | 25                |

此外，吉隆坡按照传统区划，也可分为7个巫金（Mukim），3个市（Bandar），以及7个镇（Pekan）。
| 类型          | 代码 （UPI） | 区/市镇                             | 人口 （2010年） | 面积 （平方公里） | 密度 （人口/平方公里） |
| ------------- | ------------ | ----------------------------------- | --------------- | ----------------- | ---------------------- |
| 巫金（Mukim） | 140001       | 安邦                                | 43,522          | 4.740             | 9,181.565              |
| 巫金（Mukim） | 140002       | 峇都                                | 321,164         | 52.100            | 6,164.376              |
| 巫金（Mukim） | 140003       | 蕉赖                                | 12,194          | 1.040             | 11,725.000             |
| 巫金（Mukim） | 140004       | 淡江                                | 26,467          | 2.630             | 10,063.498             |
| 巫金（Mukim） | 140005       | 吉隆坡                              | 346,211         | 57.500            | 6,021.061              |
| 巫金（Mukim） | 140006       | 八打灵                              | 292,095         | 47.300            | 6,175.370              |
| 巫金（Mukim） | 140007       | 文良港                              | 293,280         | 29.000            | 10,113.103             |
| 市（Bandar）  | 140044       | 吉隆坡                              | 253,817         | 44.400            | 5,716.599              |
| 市（Bandar）  | 140055       | 八打灵再也                          | 不適用          | 1.520             | 不適用                 |
| 市（Bandar）  | 140066       | 新街场新镇                          | 不適用          | 0.287             | 不適用                 |
| 镇（Pekan）   | 140070       | 峇都                                | 不適用          | 0.130             | 不適用                 |
| 镇（Pekan）   | 140071       | 峇都喼                              | 不適用          | 0.256             | 不適用                 |
| 镇（Pekan）   | 140072       | 甲洞                                | 不適用          | 0.063             | 不適用                 |
| 镇（Pekan）   | 140073       | 瓜拉埔（Pekan Kuala Pauh）          | 不適用          | 0.420             | 不適用                 |
| 镇（Pekan）   | 140074       | 八打灵                              | 不適用          | 0.007             | 不適用                 |
| 镇（Pekan）   | 140075       | 沙叻秀                              | 不適用          | 0.043             | 不適用                 |
| 镇（Pekan）   | 140076       | 双溪本查拉（Pekan Sungai Penchala） | 不適用          | 0.145             | 不適用                 |

### 政治
吉隆坡是马来西亚三个联邦直辖区之一，不隶属于任何一个州，因此吉隆坡只有联邦国会选区，没有州选区。在联邦层级选举（国会下议院选举），来自全吉隆坡11个单一联邦国会选区的选民以直接选举的方式投选出11名国会下议院议员。所有11名国会下议院议员以领先者当选的方式在各自的选区当选。
| 联邦选区编号 | 联邦选区名称 | 国会议员       | 党派                   |
| ------------ | ------------ | -------------- | ---------------------- |
| P114         | 甲洞         | 林立迎         | 希望联盟（民主行动党） |
| P115         | 峇都         | 巴拉峇卡兰     | 希望联盟（人民公正党） |
| P116         | 旺沙玛珠     | 扎希哈山       | 希望联盟（人民公正党） |
| P117         | 泗岩沫       | 杨巧双         | 希望联盟（民主行动党） |
| P118         | 斯迪亚旺沙   | 聂纳兹米       | 希望联盟（人民公正党） |
| P119         | 蒂蒂旺沙     | 佐哈里阿都甘尼 | 国民阵线（巫统）       |
| P120         | 武吉免登     | 方贵伦         | 希望联盟（民主行动党） |
| P121         | 班底谷       | 法米·法兹      | 希望联盟（人民公正党） |
| P122         | 士布爹       | 郭素沁         | 希望联盟（民主行动党） |
| P123         | 蕉赖         | 陈国伟         | 希望联盟（民主行动党） |
| P124         | 敦拉萨镇     | 旺阿兹莎       | 希望联盟（人民公正党） |

## 经济
吉隆坡及其周边城市地区（大吉隆坡都会区）是马来西亚工业化程度最高、经济发展最快的地区。尽管联邦政府行政机构早在90年代已经搬迁至布城，但某些政府机构如马来西亚国家银行、马来西亚公司委员会、马来西亚证券监督委员会以及大多数外国大使馆和外交使团仍常驻在吉隆坡。虽然联邦政府行政机构已搬迁至布城，但吉隆坡仍然是该国的经济和商业中心。依照全球化及世界城市研究网络（GaWC）所公布之《世界级城市》名单中，吉隆坡被列为与洛杉矶、芝加哥、悉尼、阿姆斯特丹、多伦多等同属于ALPHA级别的国际都市。吉隆坡及其周边地区的基础设施发展，如吉隆坡国际机场、多媒体超级走廊的建立和巴生港的扩建，进一步加强了吉隆坡对该国的经济地位。此外，马来西亚股票交易所是吉隆坡的核心经济活动之一。截至2013年7月5日，马来西亚股票交易所的市值为5056.7亿美元。
国内生产总值（GDP）方面，2008年吉隆坡的国内生产总值估计为735.36亿令吉，年均增长率为5.9%。2015年，吉隆坡的国内生产总值达到1603亿8800万令吉，占国内生产总值的15.1%；人均国内生产总值方面，2013年吉隆坡的人均GDP为79,752令吉，年均增长率为5.6%，2015年则为94,722令吉。截至2016年，家庭平均每月收入为9,073令吉（约2,200美元），以每年约6%的速度增长。服务业（包括金融、保险、房地产、商业服务、批发和零售贸易、餐饮和酒店、运输、仓储和通讯、公用事业、个人服务和政府服务）是就业的最大组成部分，约占就业人口的83.0%，而剩余的17%则来自制造业和建筑业。
银行与金融业方面，在吉隆坡经营的本地和国外银行及保险公司的数量逐年增加。在保留原有的传统银行与金融业的同时，吉隆坡也有望成为全球伊斯兰金融中心。吉隆坡汇聚了提供伊斯兰融资的金融机构，包括全球最大的伊斯兰银行—拉傑赫銀行和科威特金融公司。除此之外，道琼斯公司热衷于与马来西亚股票交易所合作设立伊斯兰交易所贸易基金（ETF），这将有助于提高马来西亚在海湾地区的形象。除此之外，吉隆坡拥有大量外国公司，同时也是许多跨国公司的区域办事处和区域总部的所在地，特别是财务、会计以及信息技术业。吉隆坡同时也是马来西亚大多数大型企业总部的所在地。截至2007年12月，不包括马来西亚国家石油公司及其子公司，共有14家名列福布斯全球企业2000强的马来西亚公司总部坐落在吉隆坡内。
吉隆坡其他重要的经济活动为教育和医疗。大吉隆坡是提供广泛课程的教育机构高度集中地区，也是许多2022年QS世界大学排名前200的国内及国外顶尖高等学府分校的所在地，包括蒙纳士大学马来西亚分校、马来亚大学、诺丁汉大学马来西亚分校、马来西亚博特拉大学、马来西亚国立大学等。吉隆坡同时有着许多公立和私立专科医疗中心和医院，提供一般健康服务和为当地人及游客提供的各种专科手术和治疗。
多年来，吉隆坡一直是该国重要研究中心的所在地，如马来西亚橡胶研究所、马来西亚森林研究院和马来西亚医学研究所等。吉隆坡的一个新金融区—敦拉萨国际贸易中心（Tun Razak Exchange）目前正在建设中，占地10英亩，计划将为国际金融业和商业提供服务。敦拉萨国际贸易中心是马来西亚政府经济转型计划（ETP）战略的一部分，是马来西亚联邦政府旨在将马来西亚转变为高收入经济国家的一项重要计划。

### 旅游业
旅游业在吉隆坡这座服务型经济中发挥着重要作用。许多大型的全球连锁酒店都在吉隆坡设有办事处，其中最古老的酒店为吉隆坡大华酒店。根据万事达卡公司的《2018年全球目的地城市指数》报告指出，吉隆坡每年拥有高达1379万名外国游客到访，游客人数超越纽约、东京、上海、北京、台北等城市，位居全球第六名。吉隆坡的文化多样性、相对较低的旅游成本以及广泛的美食和购物种类推动了这里的旅游业。MICE旅游业近年来迅速扩大，已经成为吉隆坡旅游业的重要组成部分。一旦马来西亚联邦政府的经济转型计划启动，随着马来西亚对外贸易发展机构（MATRADE）中心的建成，预计会进一步增长。MATRADE机构也是马来西亚最大的贸易和展览中心—马来西亚国际贸易和展览中心（MITEC）的所有者，该中心是位于泗岩沫郊区更大的吉隆坡大都会区开发项目的一部分。
吉隆坡的主要旅游景点包括国油双峰塔（全球最高的双子塔）、默迪卡118（全球第二高摩天大楼）、106交易塔、武吉免登商业区、吉隆坡塔、茨厂街（唐人街）、独立广场、吉隆坡火车总站、国会大厦、国家皇宫、国家博物馆、皇家博物馆、伊斯兰艺术博物馆、中央艺术坊、吉隆坡飞禽公园、吉隆坡城中城水族馆、莎羅馬行人天橋、国家英雄纪念碑、占美清真寺、乐圣岭天后宫、佛教大寺院等。吉隆坡举办了许多文化节，例如大宝森节游行。
吉隆坡的娱乐中心主要集中在金三角地区，包括比南利路、地理者路、安邦路、武吉免登路以及吉隆坡最大的夜生活和娱乐热点，包括Marini's on 57、吉隆坡香格里拉酒店的空中酒吧、The Beach Club、Espanda、Luna Bar、Nuovo、Rum Jungle、No Black Tie、Thai Club、Zion Club、Zouk KL、Club Kyō、Dragonfly KL和Hakka Republic Wine Bar等。

### 零售业
吉隆坡共有66个购物中心，是马来西亚乃至整个东南亚的零售和时尚中心。马来西亚的购物中心贡献了77亿令吉（约22.6亿美元），占2006年319亿令吉旅游收入的20.8%。
阳光广场（Suria KLCC）位于国油双峰塔下方，是马来西亚首屈一指的高档购物中心之一。除了阳光广场外，武吉免登的商业区是全吉隆坡购物中心最密集的地区，包括柏威年廣場（Pavilion KL）、华式88广场（Fahrenheit 88）、The Exchange TRX、刘蝶广场（Plaza Low Yat）、成功时代广场（Berjaya Times Square）、乐天广场（Lot 10）、金河广场（Sungei Wang Plaza）、升禧艺廊（The Starhill）、桂和广场（Quill City）和Avenue K商场等。章卡武吉免登（Changkat Bukit Bintang）街道拥有各种咖啡馆和露天餐厅，也是吉隆坡最著名的红灯区之一。此外，孟沙区也有许多购物中心，包括谷中城美佳廣場（Mid Valley Megamall）等。
除了购物中心外，吉隆坡有许多专门销售本地制造的产品（如纺织品、织物和手工艺品）的区域，吉隆坡茨厂街就是其中之一。茨厂街内拥有许多受海峡殖民地华人和殖民时期影响的独立前建筑物。

吉隆坡的购物中心
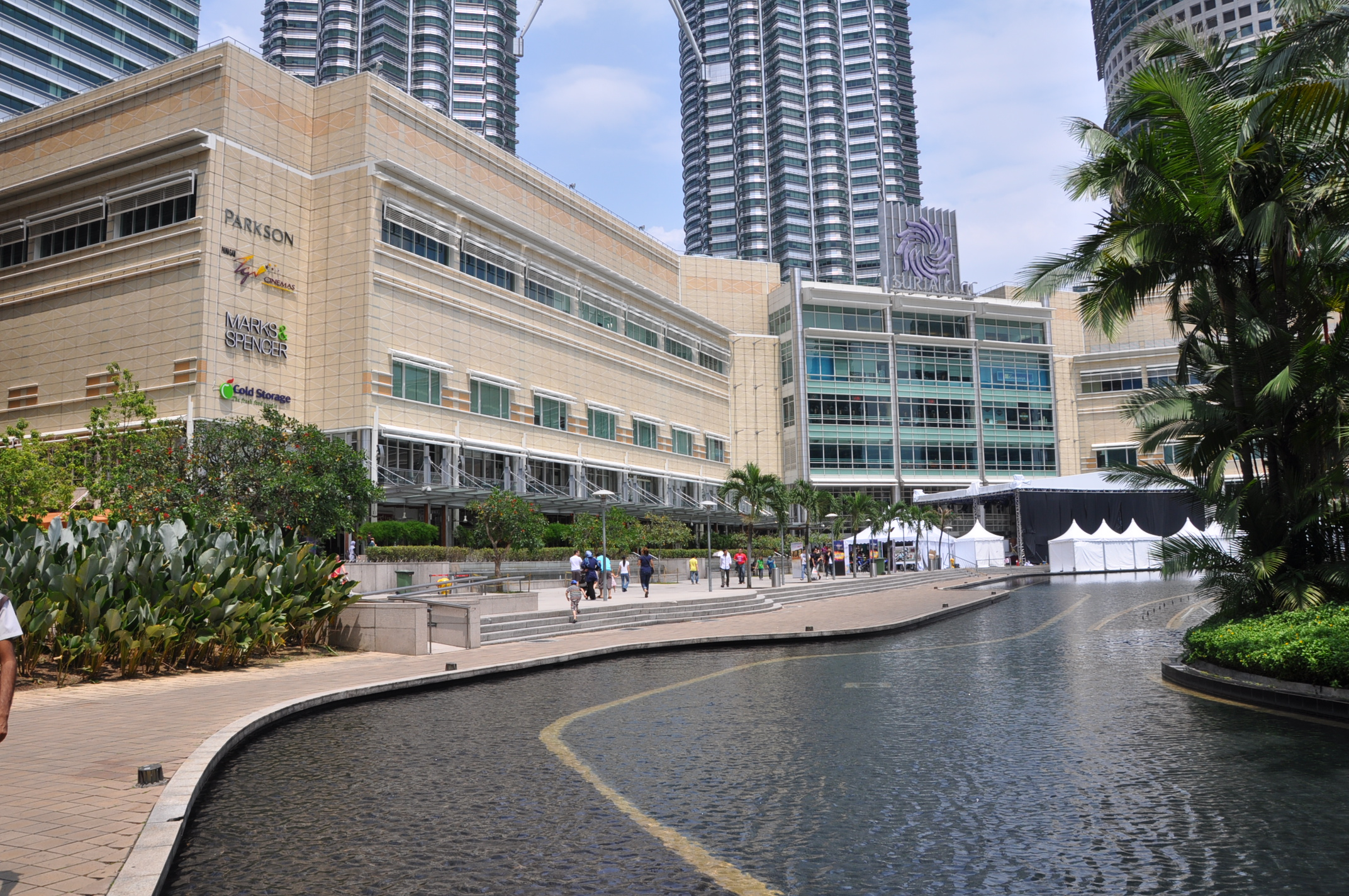
阳光广场（Suria KLCC）
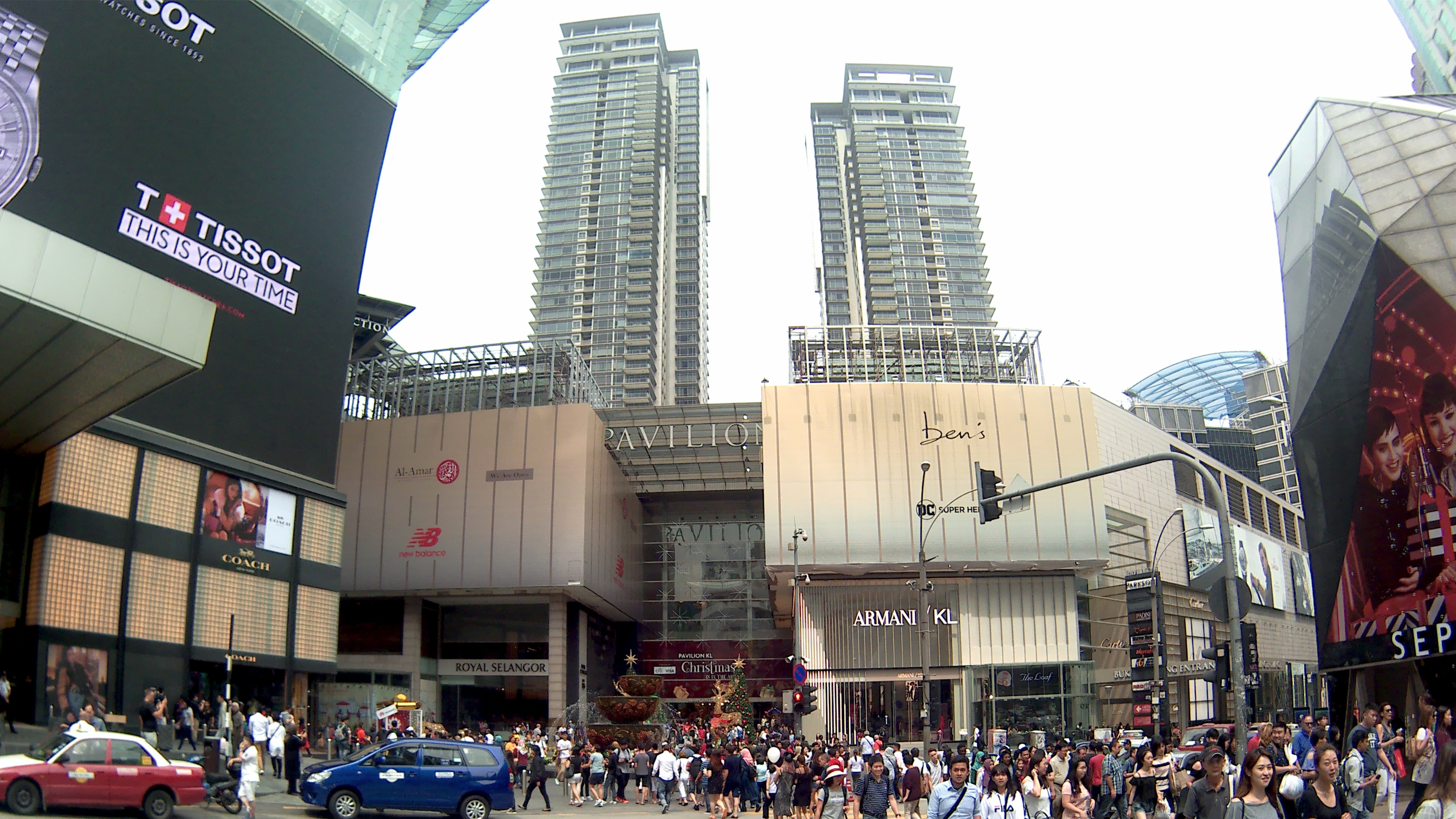
柏威年廣場（Pavilion KL）
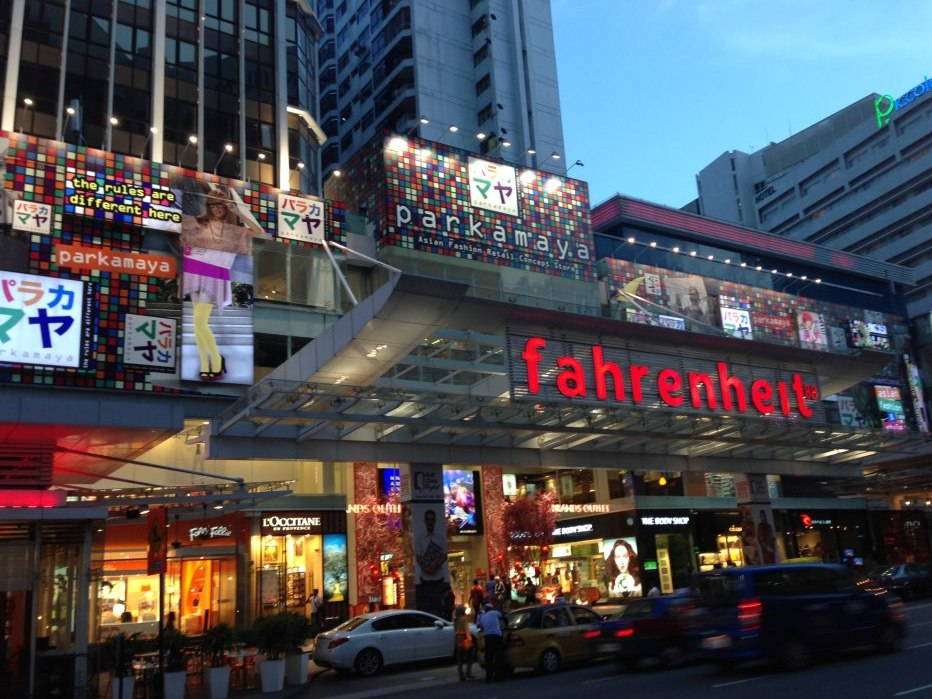
华式88广场（Fahrenheit 88）
升禧广场（The Starhill）
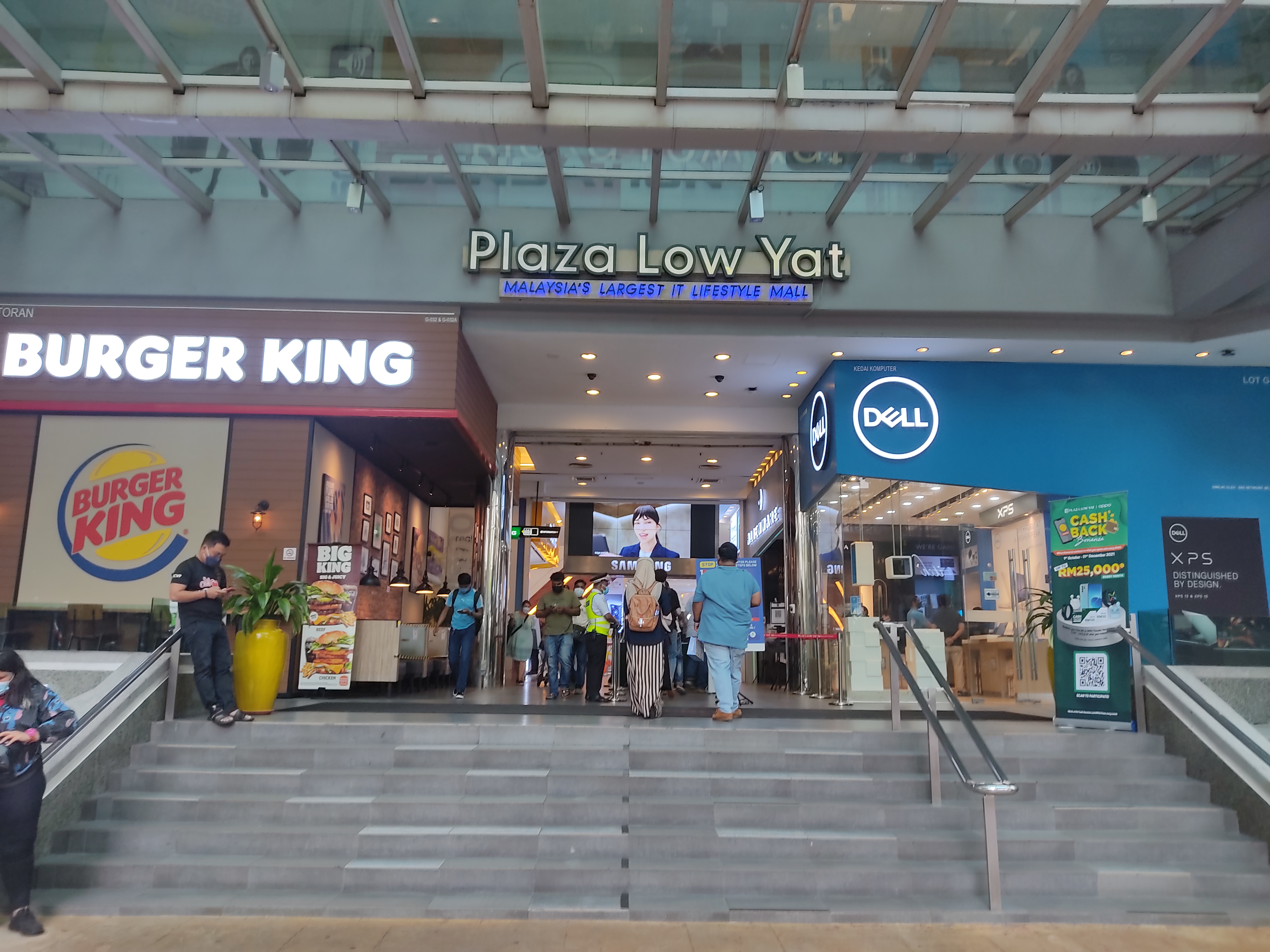
刘蝶广场（Plaza Low Yat）

## 人口
| 2015年吉隆坡人口族群统计 | 2015年吉隆坡人口族群统计 | 2015年吉隆坡人口族群统计 | 2015年吉隆坡人口族群统计 | 2015年吉隆坡人口族群统计 |
| ------------------------ | ------------------------ | ------------------------ | ------------------------ | ------------------------ |
| 种族                     | 种族                     |                          | 占比                     | 占比                     |
| 马来裔                   | 马来裔                   |                          | 40.32%                   | 40.32%                   |
| 华裔                     | 华裔                     |                          | 36.90%                   | 36.90%                   |
| 印度裔                   | 印度裔                   |                          | 8.62%                    | 8.62%                    |
| 其他                     | 其他                     |                          | 0.98%                    | 0.98%                    |
| 非公民                   | 非公民                   |                          | 13.18%                   | 13.18%                   |

吉隆坡是马来西亚人口最多的城市。截至2016年，吉隆坡的人口为176万，人口密度为每平方公里6,696人（每平方英里17,340人），是马来西亚人口最稠密的行政区。吉隆坡也是更广泛包括八打灵再也、巴生、梳邦再也、蒲种、莎阿南和鹅唛的大吉隆坡都会区的中心。截至2017年，大吉隆坡都会区估计人口为725万。吉隆坡的人口包括马来西亚的三大族群（马来裔、华裔和印度裔）、欧亚裔、卡达山裔、伊班裔和来自马来西亚各地的其他土著种族。

### 宗教
| 2010年吉隆坡人口宗教信仰统计 | 2010年吉隆坡人口宗教信仰统计 | 2010年吉隆坡人口宗教信仰统计 | 2010年吉隆坡人口宗教信仰统计 | 2010年吉隆坡人口宗教信仰统计 |
| ---------------------------- | ---------------------------- | ---------------------------- | ---------------------------- | ---------------------------- |
| 宗教                         | 宗教                         |                              | 占比                         | 占比                         |
| 伊斯兰教                     | 伊斯兰教                     |                              | 46.4%                        | 46.4%                        |
| 佛教                         | 佛教                         |                              | 35.7%                        | 35.7%                        |
| 印度教                       | 印度教                       |                              | 8.5%                         | 8.5%                         |
| 基督教                       | 基督教                       |                              | 5.8%                         | 5.8%                         |
| 未知宗教                     | 未知宗教                     |                              | 1.4%                         | 1.4%                         |
| 华人民间信仰                 | 华人民间信仰                 |                              | 1%                           | 1%                           |
| 其他宗教                     | 其他宗教                     |                              | 0.6%                         | 0.6%                         |
| 无宗教                       | 无宗教                       |                              | 0.5%                         | 0.5%                         |

吉隆坡是一座多元宗教的城市。这座城市有许多宗教场所，可以满足多宗教人群的需求。伊斯兰教主要由马来人、印裔穆斯林和少数华裔穆斯林信奉。华裔主要信奉佛教、儒教和道教。印度裔传统上信奉印度教。此外，一些华裔和印度裔也信奉基督教。截至2010年的人口普查，吉隆坡的人口中46.4%是穆斯林、35.7%是佛教徒、8.5%是印度教徒、5.8%是基督教徒、1.4%是不明信仰者、1.1%是道教或其他华人民间信仰信徒、0.6%是其他宗教信徒和0.5%无宗教。吉隆坡同时也是马来西亚三个穆斯林人口不到50%的州属或地区之一，另外两个州属分别是槟城州和砂拉越州。

### 语言
马来语和英语是吉隆坡的主要语言。吉隆坡居民普遍都通晓英语，其中有很大部分人以英语为第一语言。英语在吉隆坡具有很强的影响力和非常重要的地位，尤其在私人领域（如商界）内，并且在学校被作为必修语言教授。依据2020年11月发布的《2020年英孚英语水平指数》，吉隆坡在母语非英语的城市中，英语熟练度指标为602分，位居全球第13名，是唯一被评为「非常高熟练度」的亚洲城市。
在华裔方面，吉隆坡的当地华裔居民普遍使用粤语作为日常社交用语，一种极具大马多语混合特色的马来西亚粤语。除了粤语外，那些刚来自非粤语区的北马和南马华人开始时则会倾向使用华语，久居后，他们也会学说用于日常交际的马来西亚粤语，以便更好地融入当地的主流华裔社群里。一些吉隆坡华裔也会使用客家话。
在印度裔方面，尽管淡米尔语在当地印度裔人口中占主导地位，但少数的印度裔民族也使用其他印度语言，包括泰卢固语、马拉雅拉姆语、旁遮普語和印地语。
除了马来语之外，拥有印尼血统的人也使用多种印尼语言，包括米南佳保語和爪哇语。

## 城市景观

吉隆坡景观
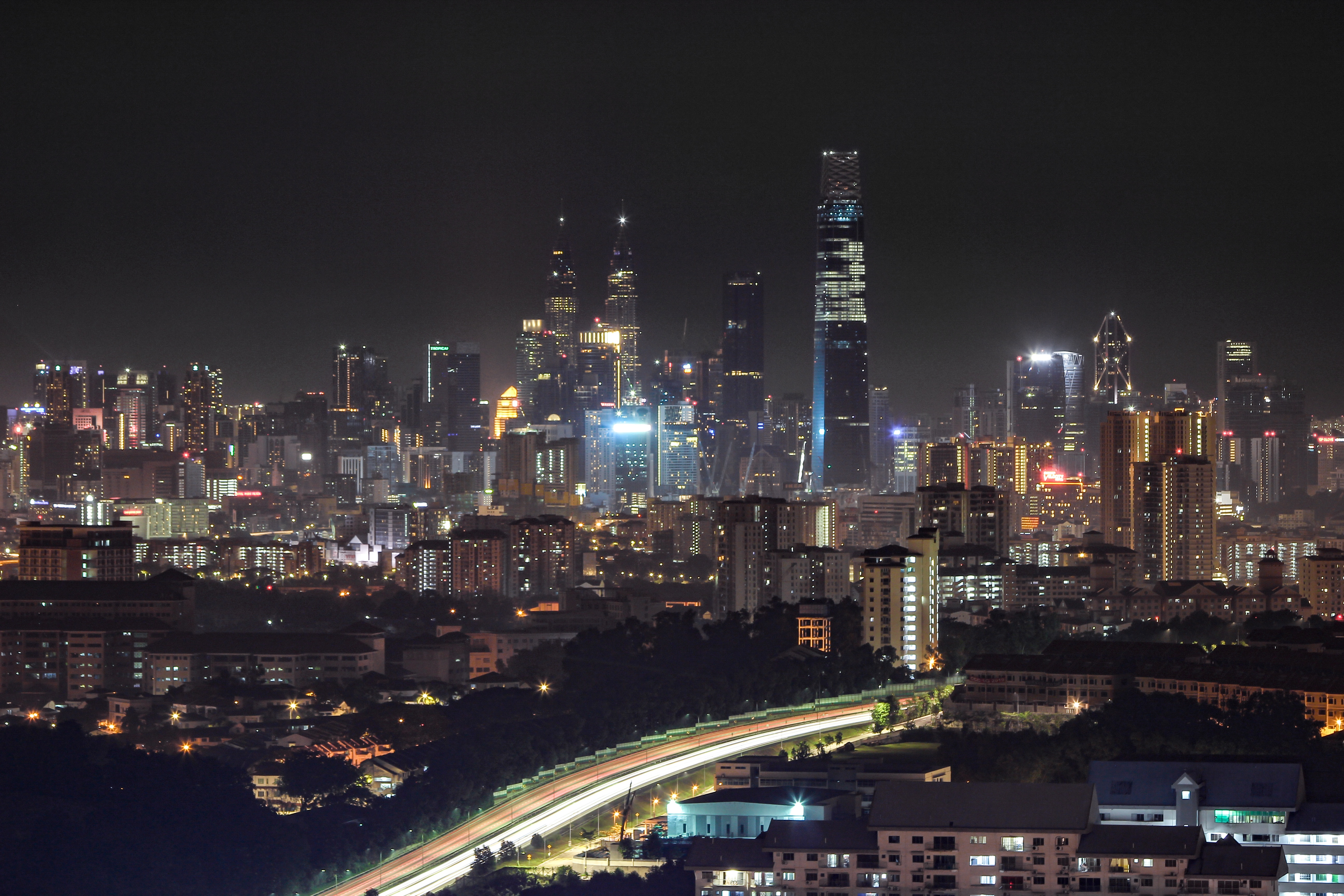
从远处拍摄的吉隆坡夜景
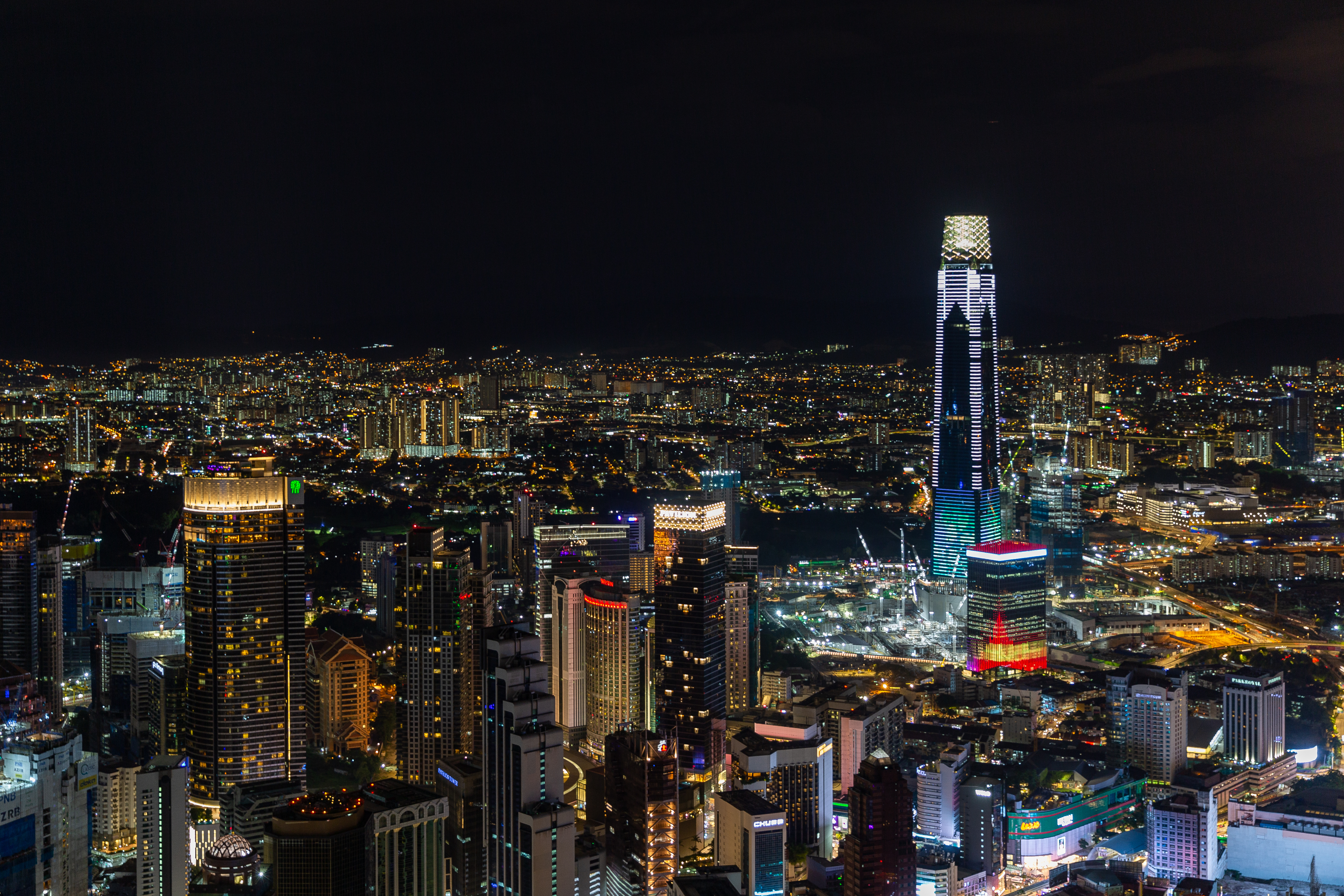
敦拉萨国际贸易中心
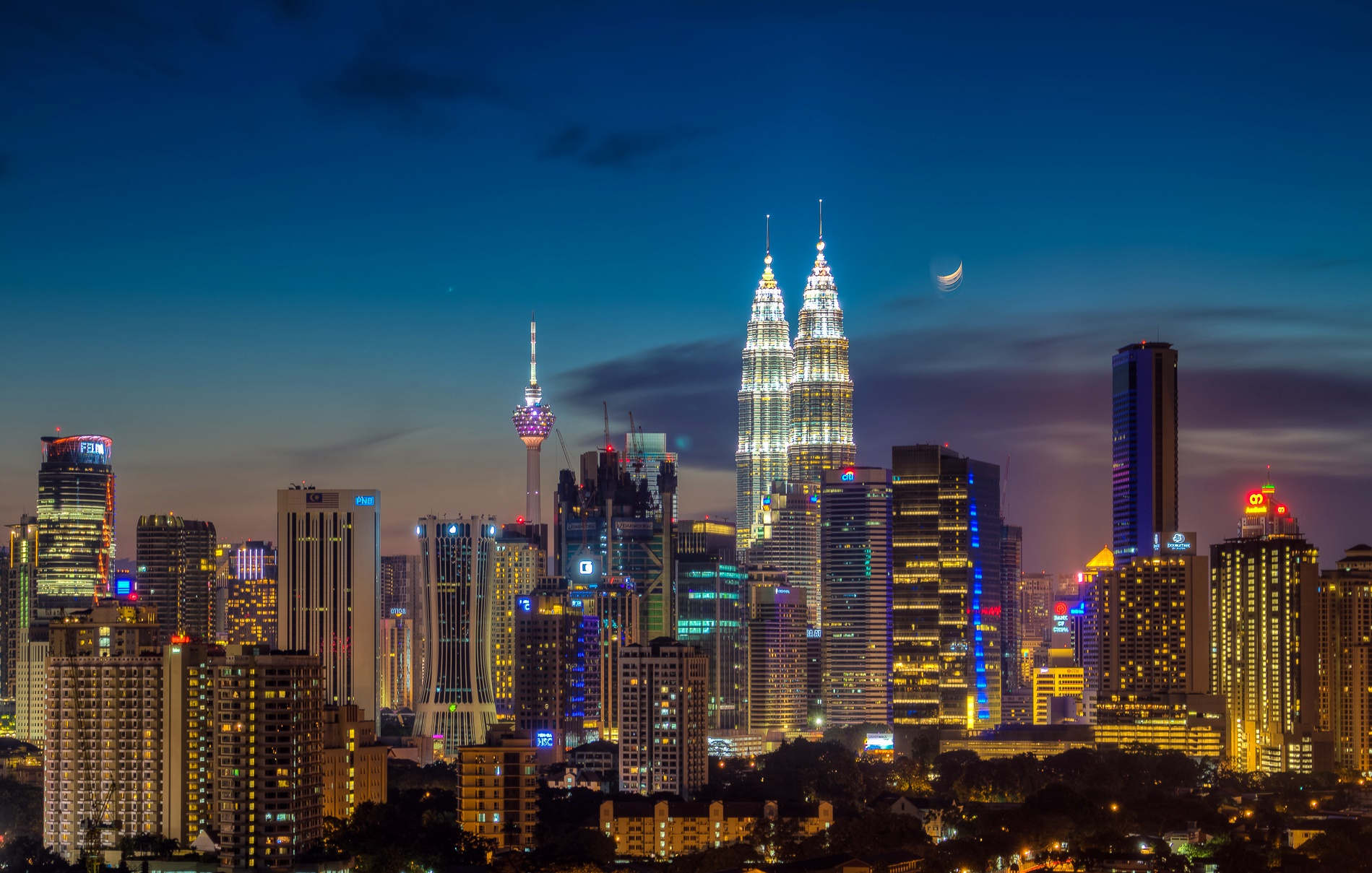
吉隆坡城中城月出景色
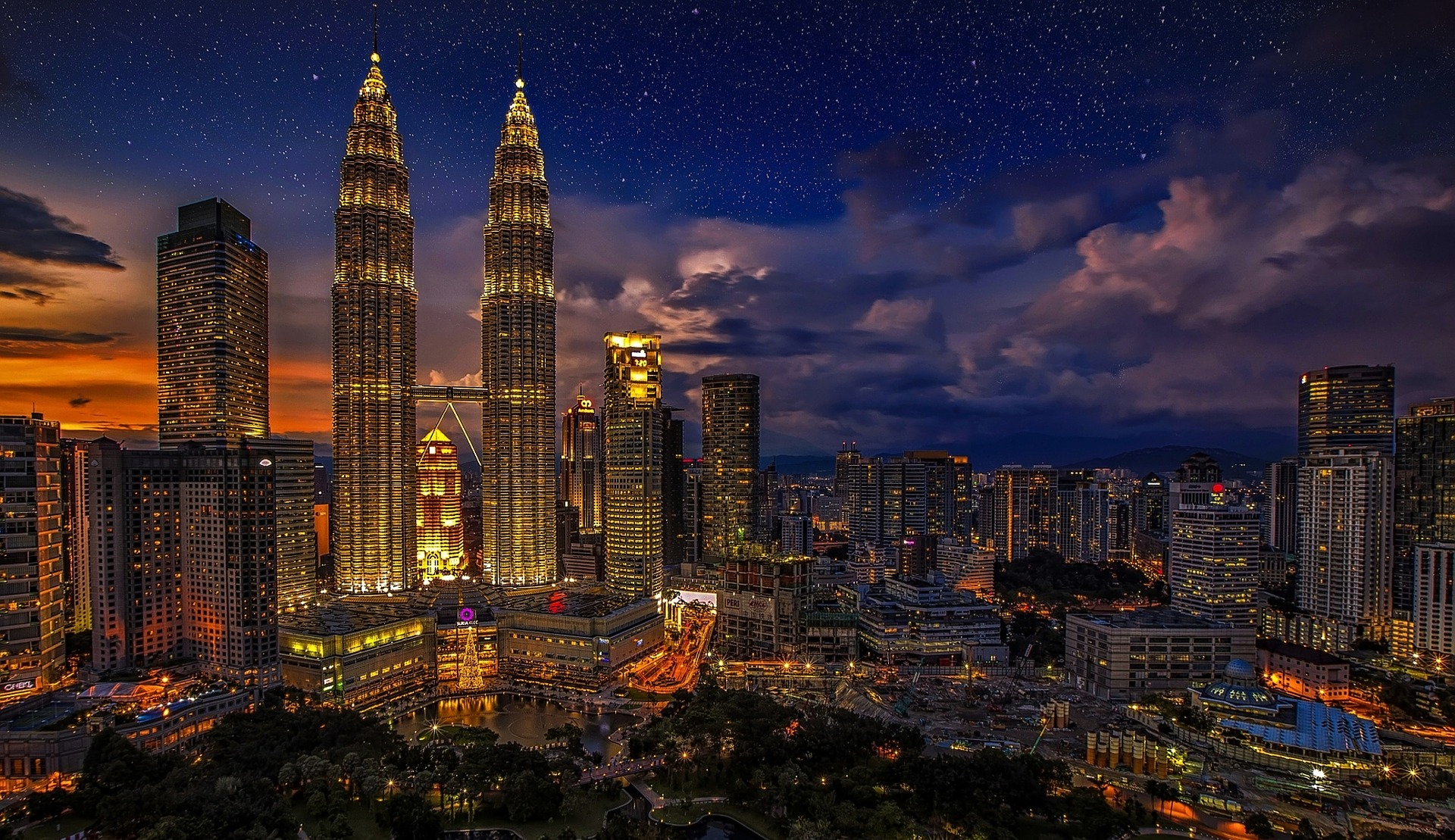
吉隆坡城中城夜景
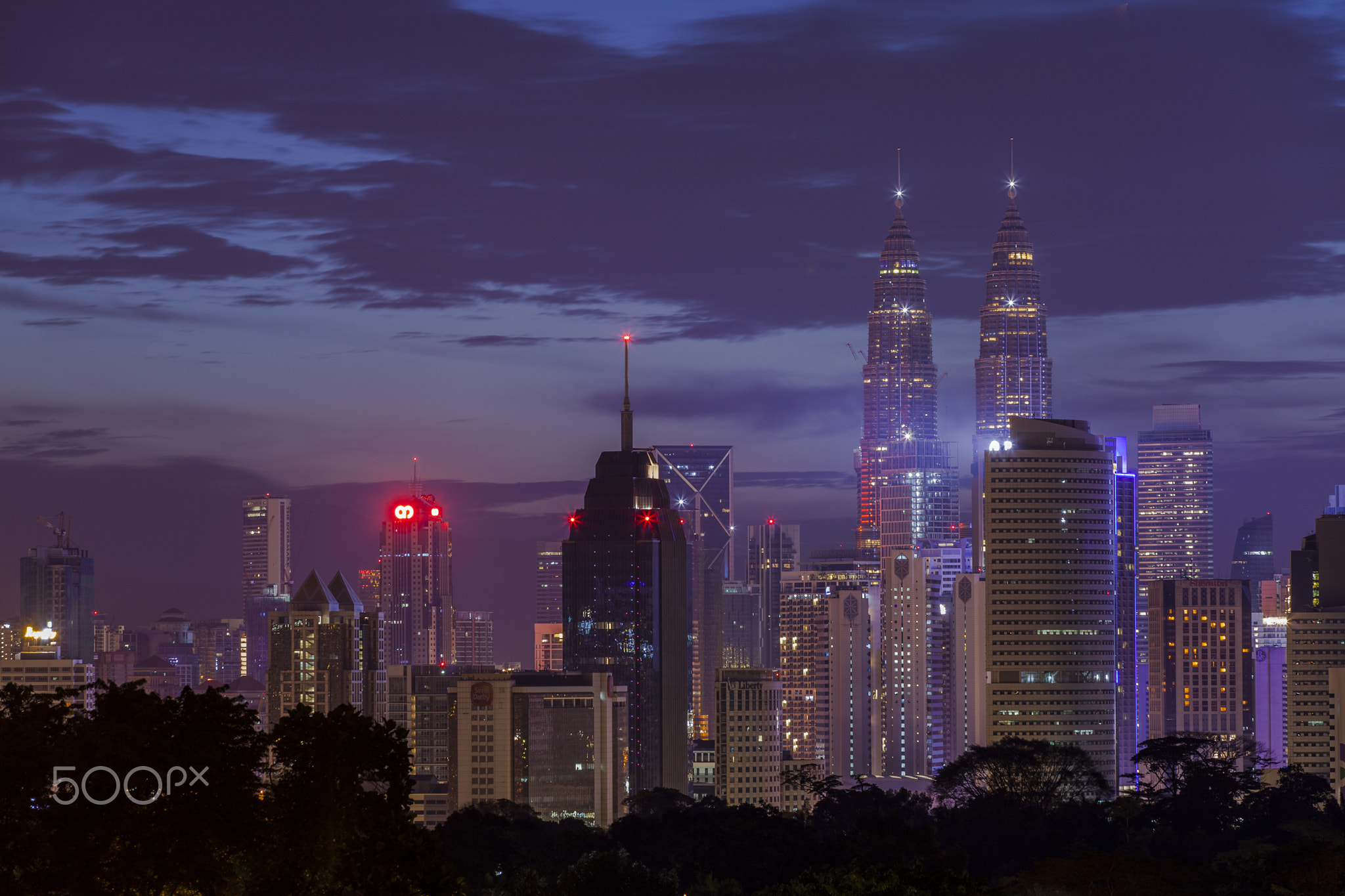
吉隆坡凌晨景色

### 建筑
吉隆坡的建筑融合了英殖民时期、亚洲传统、马来伊斯兰文化、现代和后现代建筑。与曼谷、雅加达和马尼拉等其他东南亚国家首都相比，吉隆坡是一座相对年轻的城市，大部分著名的殖民时代建筑都建于19世纪末和20世纪初。这些建筑物采用多种风格设计，当中包括莫卧儿建筑、哥德復興式建築、模拟都铎等。大部分英殖民时期的建筑物已使用当地资源进行改建，以适应当地全年炎热潮湿的气候。吉隆坡早期的英殖民建筑几乎都是出自亚瑟·本尼森·哈巴克之手设计。
在第二次世界大战之前，吉隆坡许多围绕着旧城中心建造的建筑物多数都是两层楼的店屋，底楼为商店，上层则为独立的住宅空间。这些店屋的设计灵感主要来自海峡殖民地的华人和欧洲的传统建筑风格。随着吉隆坡的快速发展，这些店屋已经逐步被拆除。目前这些店屋依然可以在吉隆坡的老巴殺路、茨厂街、端姑阿都拉曼路等路段看见。
独立建国后，吉隆坡建筑物的设计风格在1970年代至1990年代期间采用更具当地特色和伊斯兰风格的设计风格。许多这些建筑的设计风格源自传统的马来物品（如宋谷帽和马来短剑）。由于伊斯兰教中对通过绘画模仿自然的限制，其中一些建筑物将伊斯兰几何图案融入到建筑物的设计中，这些建筑物包括马来西亚电讯大厦和马来亚银行大厦等。现代和后现代建筑开始在1990年代末出现。随着经济的发展，吉隆坡的老建筑逐渐被夷为平地，为建造新建筑让路。自1990年代末开始，吉隆坡建筑物的设计风格开始采用全玻璃外壳设计，其中最显著的例子为全球最高的双子塔—国油双峰塔以及吉隆坡会展中心等。现今的吉隆坡城中城天际线充满了许多具有现代和后现代建筑风格的摩天大楼。
吉隆坡是一座拥有高密度高建筑的城市。依据世界高層建築與都市人居學會2010年的报告指出，吉隆坡在《拥有100米以上建筑的城市排名》中位居全球第10位，其中吉隆坡有244座高层建筑的总高度为34,035米。

### 公园
- 吉隆坡的公园
- 吉隆坡植物园
- 吉隆坡城中城公园
- 格灵芝山森林公园
- 皇后镇湖滨公园
- 吉隆坡森林生态公园

| 中文名称                 | 马来文名称                      | 位置       |
| ------------------------ | ------------------------------- | ---------- |
| 阿南达迈公园             | Taman Alam Damai                | 蕉赖       |
| 武吉加拉公共公园         | Taman Awam Bukit Kiara          | 白沙罗     |
| 吉隆坡植物园（湖滨公园） | Taman Botani Perdana            | 白沙罗     |
| 武吉加里尔公园           | Taman Bukit Jalil               | 武吉加里尔 |
| 城市果园                 | Taman Dusun Bandar              | 八打灵山   |
| 峇都大都会公园           | Taman Metropolitan Batu         | 峇都       |
| 蕉赖老街场休闲公园       | Taman Rekreasi Pudu Ulu         | 蕉赖       |
| 格灵芝山森林公园         | Taman Rimba Bukit Kerinchi      | 班底达南   |
| 安邦希流湖滨公园         | Taman Tasik Ampang Hilir        | 安邦       |
| 翠湖园湖滨公园           | Taman Tasik Danau Kota          | 文良港     |
| 拿督克拉末湖滨公园       | Taman Tasik Datuk Keramat       | 拿督克拉末 |
| 孟加拉拉湖滨公园         | Taman Tasik Manjalara           | 甲洞       |
| 甲洞大都会湖滨公园       | Taman Tasik Metropolitan Kepong | 甲洞       |
| 皇后镇湖滨公园           | Taman Tasik Permaisuri          | 蕉赖皇后镇 |
| 蒂蒂旺沙湖滨公园         | Taman Tasik Titiwangsa          | 蒂蒂旺沙   |

吉隆坡的公园
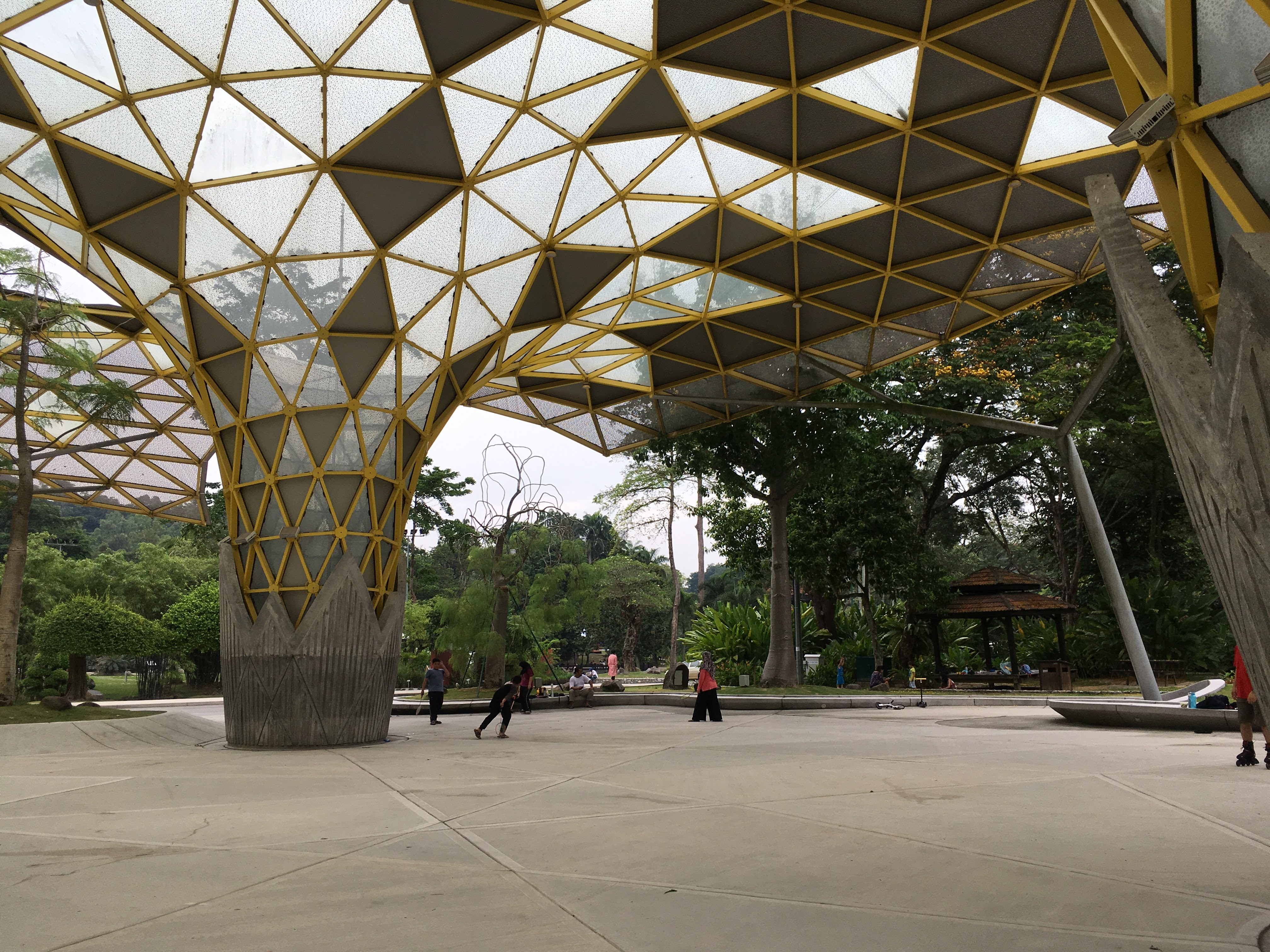
吉隆坡植物园
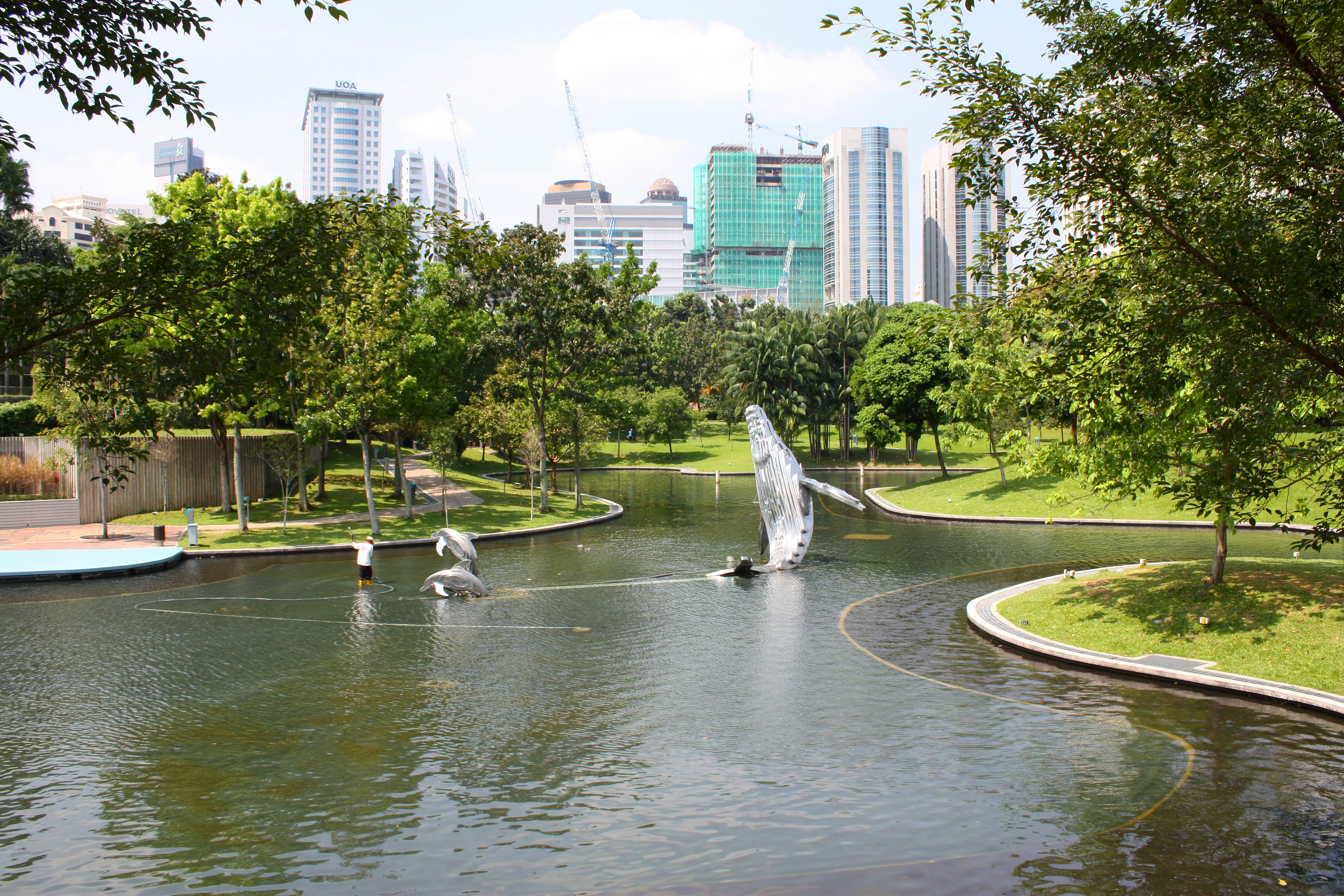
吉隆坡城中城公园
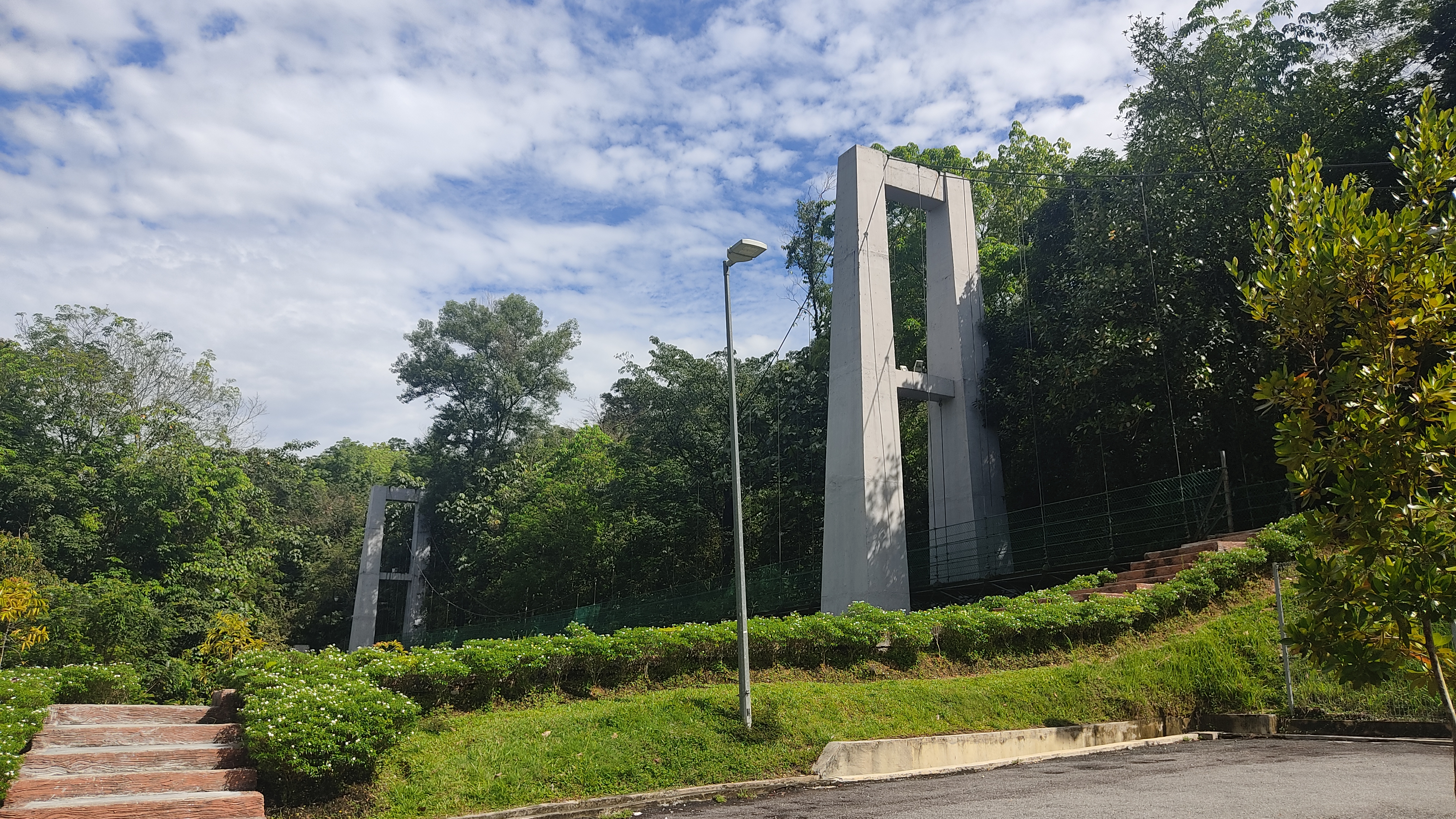
格灵芝山森林公园
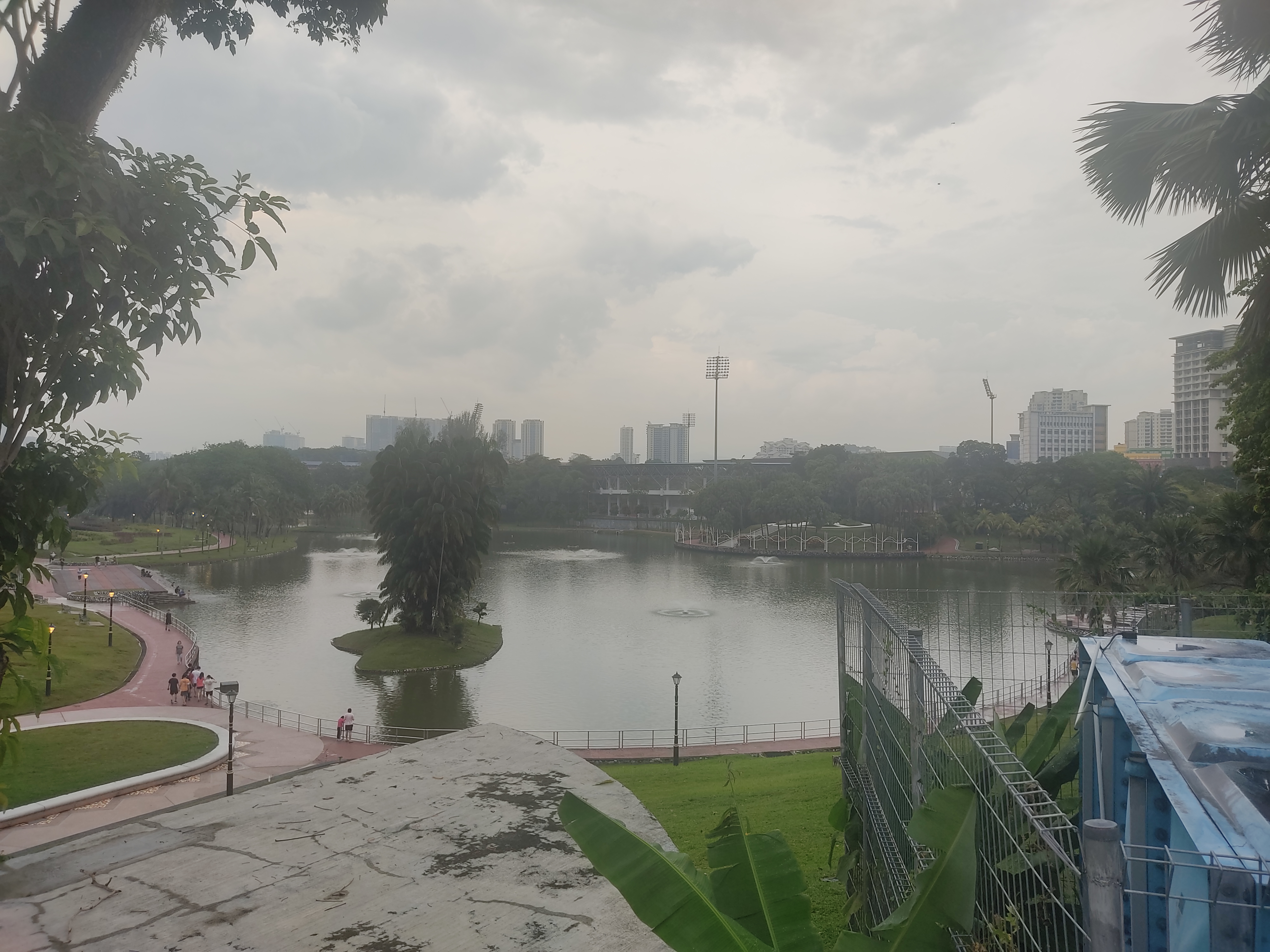
皇后镇湖滨公园
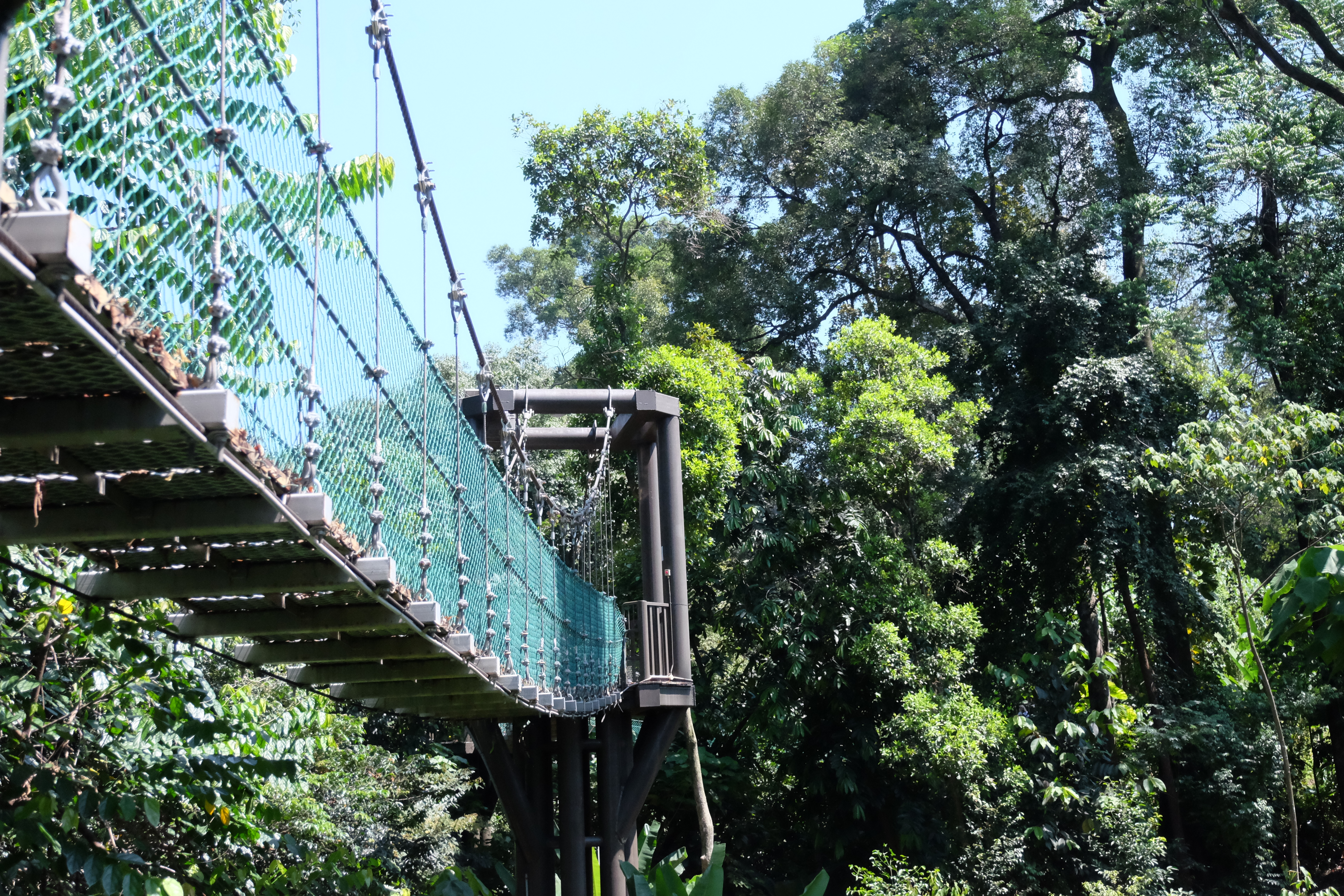
吉隆坡森林生态公园

吉隆坡素有「光之花园城市」（The Garden City of Light）之称，目前共设有15座公共公园。占地92公顷（230英亩）的吉隆坡植物园（旧称湖滨公园）是吉隆坡第一个休闲公，园区内设有蝴蝶园、鹿园、兰园、芙蓉园和世界最大的鸟园—吉隆坡飞禽公园。马来西亚国会大厦和曾经是英国殖民政府官邸的国家迎宾馆也坐落在该花园附近。吉隆坡其他主要公园包括私立的东盟雕塑花园、吉隆坡城中城公园、武吉加里尔英联邦公园，以及由市政局管辖的蒂蒂旺沙湖滨公园、甲洞大都会湖滨公园、皇后镇湖滨花园、武吉加里尔公园、武吉加拉公共公园等。
吉隆坡市内共有三个森林保护区，其中位于市中心的咖啡山森林保留地（吉隆坡森林生态公园）占地9.37公顷，是马来西亚最早颁布在《马来西亚联邦政府宪报》的森林保留地，也是世界上最古老的原始森林之一。其余两个则分别是白河山森林保护区和新街场森林保护区。白河山森林保护区因发展公路而于2021年取消森林保护区地位，并由新街场森林保护区（附加）取代。这些森林保护区是许多动物的栖息地，特别是猴子、树鼩、侏儒山羊、虎皮鹦鹉、松鼠和鸟类。

## 教育
据马来西亚统计局统计，吉隆坡2000年的识字率为97.5%，是马来西亚所有州属和领地中最高的。在马来西亚，马来语作为国语，是公立中小学大多数科目的教学语言；英语是必修科目，也是数理科的教学语言。国民型华文小学和国民型淡米尔小学则会使用各自的母语教学。吉隆坡的高等学府方面，无论是公立或是私立高等学府，英语都是教学语言。
截至2007年，吉隆坡市内有14所高等教育机构、79所中学、155所小学和136所幼儿园。

### 高等学府
大吉隆坡都会区是许多本国和国外著名高等学府分校的所在地。2022年QS世界大学排名前200的大学中，位于大吉隆坡都会区的本国大学就占了3所，外国大学分校2所。这些大学分别是蒙纳士大学马来西亚分校（第58名）、马来亚大学（第65名）、诺丁汉大学马来西亚分校（第103名）、马来西亚博特拉大学（第143名）以及马来西亚国立大学（第144名）。
其他位于大吉隆坡都会区的著名高等学府包括马来西亚国际伊斯兰大学、赫瑞瓦特大學马来西亚分校、泰莱大学、思特雅大学、厦门大学马来西亚分校、双威大学、国能大学、吉隆坡大学、拉曼大学、拉曼大学学院、首要大学等。

大吉隆坡都会区著名大学
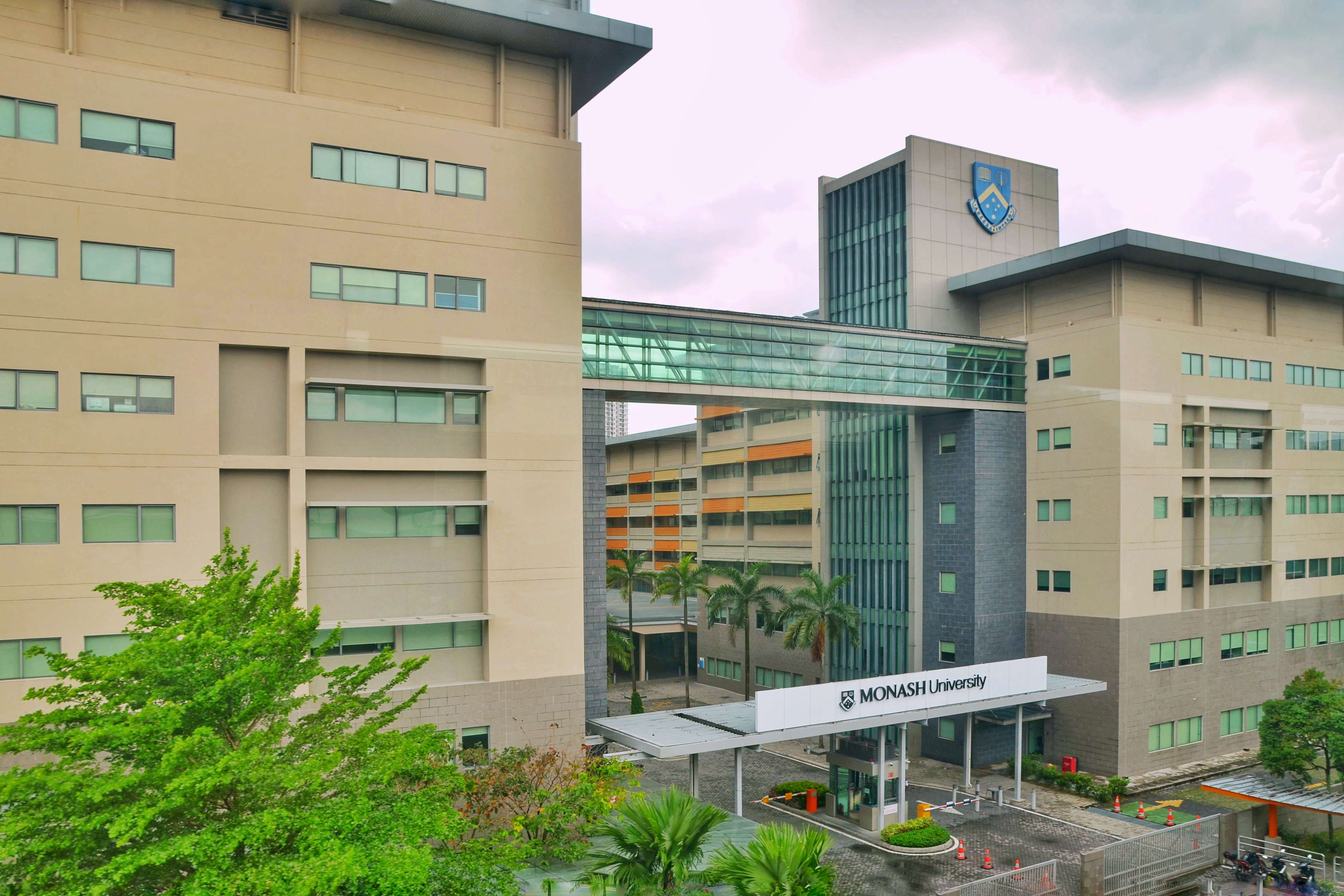
蒙纳士大学马来西亚分校
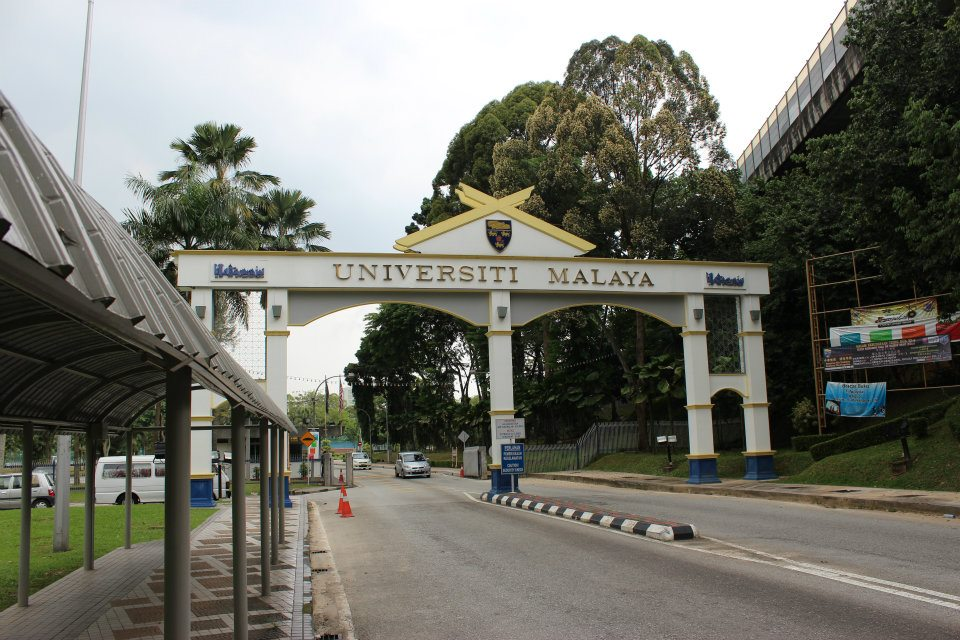
马来亚大学
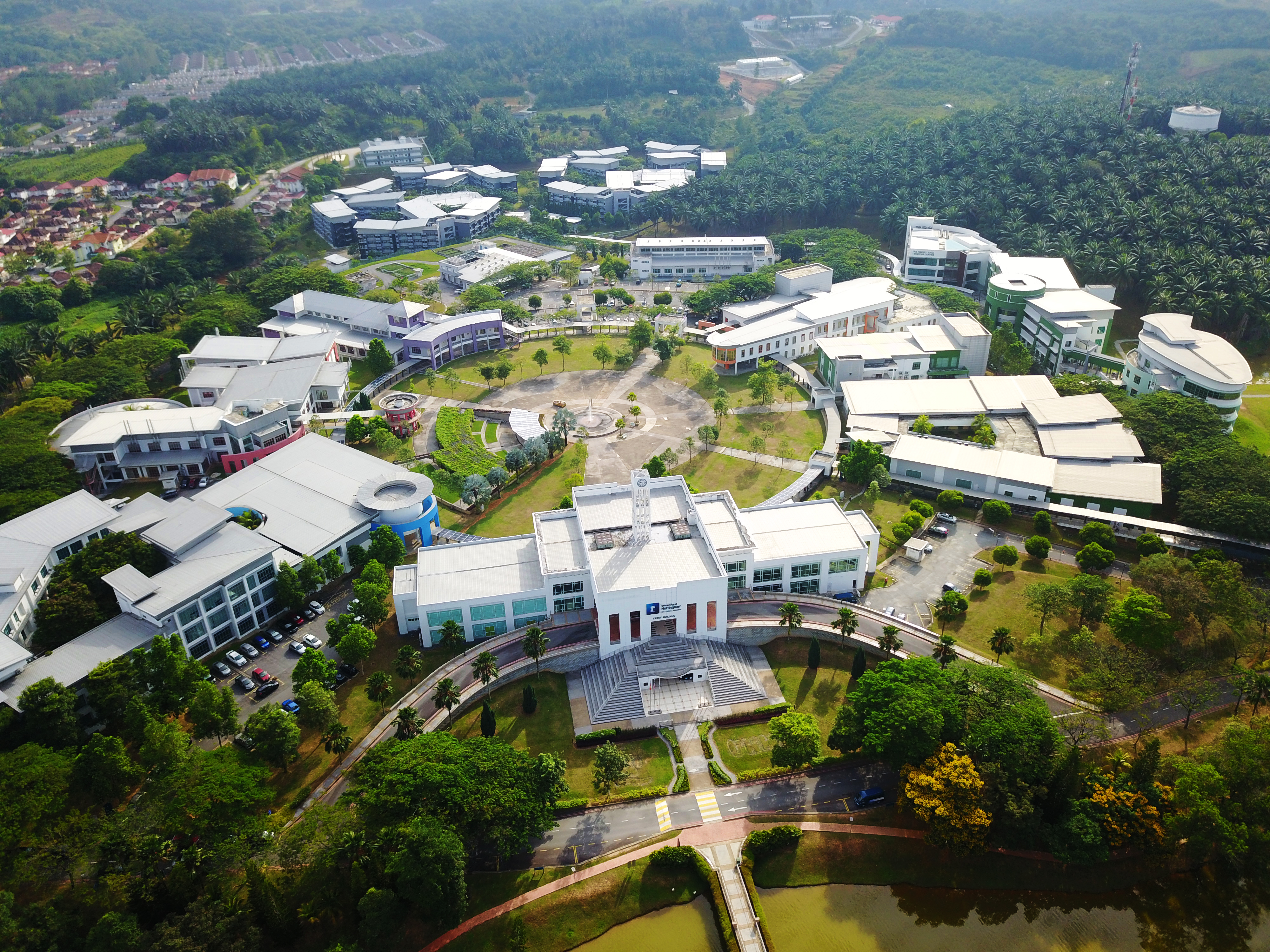
诺丁汉大学马来西亚分校
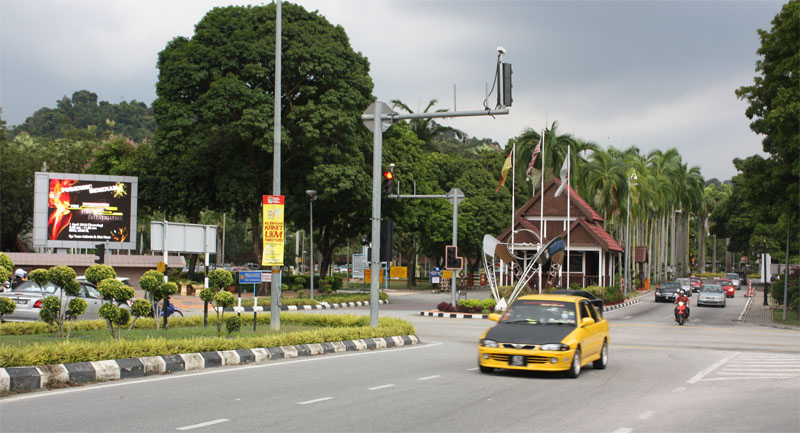
马来西亚国立大学

### 中学
吉隆坡拥有多间已有100年办校历史的中学，例如维多利亚书院（1893年办校）、美以美女中（1896年办校）、美以美男中（1897年办校）、咖啡山修道院国中女校（1899办校）、圣约翰国中（1904年办校）、吉隆坡尊孔独立中学（1906年办校）、吉隆坡坤成中学（1908年办校）、吉隆坡循人中學（1913年办校）、麦士威国中（1917年办校）及吉隆坡中华中学（1919年办校）等。

## 醫療
- 吉隆坡鹰阁医院
- 马来西亚 IJN 国家心脏研究所
- 马来西亚太子阁医疗中心
- 吉隆坡班太医院
- 吉隆坡 ParkCity 医疗中心
- 蕉赖班台医院
- 吉隆坡贝弗利威尔希尔医疗中心
- 吉隆坡中央醫院
- 馬來西亞國立大學醫院
- 馬大專科醫院
- 馬大醫藥中心
- 同善医院
- KPJ Damansara Specialist Hospital 2

## 文化

### 艺术
吉隆坡是马来西亚文化活动的中心。马来西亚国家博物馆就座落在吉隆坡第一中环公路沿线，館內的收藏品包括在全国收集到的手工艺品和绘画。马来西亚伊斯兰文化博物馆收藏了七千多件伊斯兰文物，包括稀有的展品和伊斯兰艺术书籍图书馆，是整個东南亚最大的伊斯兰艺术博物馆。博物馆的藏品不仅集中在中东的作品，还包括来自亚洲其他地方的作品，如中国和东南亚。此外，吉隆坡有多座博物馆展示各种纺织品、陶瓷、金属工艺和编织产品。这些博物馆以立体模型的形式描绘展示纺织品、陶瓷、金属工艺和编织产品的生产过程、历史、技术和传统工程设备等。皇家雪兰莪亦在吉隆坡设有游客中心，游客可以通过皇家雪兰莪的锡博物馆、画廊和工厂进行游览。游客也可在皇家雪兰莪锡制工作坊的「The School of Hard Knocks」中学习使用传统工具和方法制作自己的锡制品。
吉隆坡最著名的表演艺术场地是位于国油双峰塔下方的馬來西亞國油管弦樂廳，常驻乐团是由一群来自世界各地的音乐家组成的马来西亚爱乐乐团（MPO），会定期在国油管弦乐厅举办音乐会和传统文化表演。除了国油管弦乐厅，位于冼都西区的吉隆坡表演艺术中心（KLPac）和白沙罗的白沙罗表演艺术中心是吉隆坡最著名的表演艺术中心之一，尤其是戏剧、戏剧、音乐和电影放映，收藏许多本地和东南亚作品。吉隆坡自2012年开始举办一年一度的亚洲未来音乐节（FMFA），吸引来自本地和世界各地的音乐家参加。除此之外，吉隆坡每年都会举办马来西亚国际美食节和吉隆坡时尚周。
位于淡马鲁路的马来西亚国家视觉艺术馆占地5.67公顷（14.0英亩），毗邻文化宫（Palace of Culture）和国家图书馆。国家视觉艺术馆建筑融合了传统马来建筑和当代现代建筑的设计风格，收藏着许多马来西亚的艺术遗产。除了国家视觉艺术馆外，位于吉隆坡城中城的国油艺术馆和位于灵感大厦的艺术馆也是吉隆坡著名的艺术馆之一。
吉隆坡是该马来西亚新媒体、创新和创意产业发展的中心，并每年定期举办国际创意产业盛会—「Kreatif.Asia」。该国际创意产业盛会聚集了创意产业的本地、区域和国际专家。吉隆坡同时也处于媒体、艺术、文化和传播融合的前沿。吉隆坡曾在2011年以前举办过一年一度的「性多元节」（Sexual Diversity Festival），但自2011年开始被马来西亚内政部禁止举办。

### 运动与休闲
吉隆坡有许多公园、花园和休憩用地。全市的休闲体育设施用地总面积从1984年的5.86平方公里（1450亩），增加169.6%到2000年的15.8平方公里（3900亩）。
从1999年到2017年，吉隆坡是一级方程式赛车的主办城市之一。一级方程式赛事为吉隆坡的游客人数和旅游收入做出了重大贡献，其中在1998年的亚洲金融危机期间更为明显。尽管亚洲各城市的游客人数下降，但吉隆坡的游客人数从 1997年的6,210,900人增加到2000年的10,221,600人，涨幅达到64.6%。2015年，吉隆坡街道赛道建成，以举办吉隆坡城市大奖赛赛车赛事。
足球是吉隆坡最受欢迎的运动项目之一，著名的足球赛事包括定期在吉隆坡独立广场举办的默迪卡盃足球賽。吉隆坡也是参加馬來西亞超級足球聯賽的吉隆坡城足球會（KL City FC）的主场。吉隆坡曾在1965年、1977年和1985年举办过亞洲盃籃球賽，也是参加東南亞職業籃球聯賽的吉隆坡猛龍（KL Dragons）的主场。此外，吉隆坡也每年举办马来西亚羽毛球公开赛。吉隆坡举办的其他年度体育赛事包括吉隆坡塔马拉松、吉隆坡国际马拉松赛等，同时也是环兰卡威自行车赛的赛段之一。吉隆坡也曾举办过1965年、1971年、1977年、1989年、2001年和2017年的东南亚运动会。
吉隆坡的武吉加里尔在举办1998年英联邦运动会后拥有大量世界级的体育设施，包括位于武吉加里尔国家体育馆的主体育场、曲棍球场和游泳池。武吉加里尔还建有大型足球场、游泳池和网球场等体育设施。自行车馆和其他游泳池则位于敦拉萨镇内。
吉隆坡是羽毛球世界联合会、国际藤球总会、亚洲足球联合会、亞洲帕拉林匹克委員會、东盟帕拉运动会联合会等国际体育总会和国际体育管理组织的总部所在地。此外，吉隆坡也是2015年第128届国际奥委会全体会议的主办城市。在本次会议中，国际奥委会选举北京为2022年冬季奥林匹克运动会的主办城市，洛桑为2020年冬季青年奧林匹克運動會的主办城市。

### 媒体
吉隆坡拥有多种语言的报纸。英文报纸包括星报、新海峡时报、太阳报、马来邮报、今日自由大马等；马来文报纸有马来西亚前锋报、大都会日报、每日新闻、阳光日报、世界报等；中文报纸有星洲日报、南洋商报、中国报、光华日报、光明日报等；淡米尔文报纸则有马来西亚南班、麥卡奥賽报、淡米尔妮申等。吉隆坡也是马来西亚广播电视台（该国的国营电视台）、马来西亚国家新闻社（该国的公共新闻台）、首要媒体集团、Astro控股和其他外国媒体公司区域总部的所在地。
吉隆坡通过MYTV Broadcasting可接收到许多免费电视台的频道，包括：
| 频道编号 | 频道名称      | 可接收地区 | 频道持有公司或机构            |
| -------- | ------------- | ---------- | ----------------------------- |
| 101HD    | TV1           | 全国       | 马来西亚广播电视台            |
| 102HD    | TV2           | 全国       | 马来西亚广播电视台            |
| 103HD    | TV3           | 全国       | 首要媒体集团                  |
| 104      | WOWSHOP       | 全国       | 首要媒体集团                  |
| 105      | Drama Sangat  | 全国       | 首要媒体集团                  |
| 106      | WOWSHOP       | 全国       | 首要媒体集团                  |
| 107      | DidikTV KPM   | 全国       | 马来西亚教育部                |
| 108HD    | 八度空间      | 全国       | 首要媒体集团                  |
| 109      | TV9           | 全国       | 首要媒体集团                  |
| 110HD    | TV Okey       | 全国       | 马来西亚广播电视台            |
| 111HD    | RTM体育频道   | 全国       | 马来西亚广播电视台            |
| 112HD    | Awesome TV    | 全国       | Awesome Media Network Sdn Bhd |
| 113HD    | TV6           | 全国       | 马来西亚广播电视台            |
| 114HD    | TV AlHijrah   | 全国       | Alhijrah Media Corporation    |
| 120HD    | Astro Go Shop | 全国       | Astro                         |
| 121HD    | Bernama TV    | 全国       | 马来西亚国家新闻社            |
| 122HD    | TVS           | 全国       | 砂拉越媒体集团                |
| 123HD    | RTM新闻频道   | 全国       | 马来西亚广播电视              |

## 交通
与大多数其他亚洲城市一样，自行开车是吉隆坡居民的主要通勤选择。作为马来西亚的首都，吉隆坡拥有完善的道路网络，城市的每个部分都与高速公路相连。吉隆坡的公共交通涵盖公交、铁路、计程车等多种交通方式。尽管联邦政府努力鼓励民众使用公共交通，但吉隆坡的公共交通使用率仍然偏低。根据马来西亚交通部在2006年的统计指出，吉隆坡仅有16%的人口以公共交通为主要通勤选择。然而，随着城市轨道交通网络的扩大，公共交通的使用率在近年来取得显著的增长。吉隆坡的城市轨道交通和公交车由马来西亚国家基建公司通过其子公司快捷通轨道和快捷通巴士，共同以「吉隆坡快捷通」（RapidKL）的品牌名称运营。自从马来西亚国家基建公司从Intrakota Komposit私人有限公司接手吉隆坡的公交车运营权后，马来西亚国家基建公司重新规划了整个吉隆坡和巴生谷都市区的巴士网络，以增加乘客人数和改善吉隆坡的公共交通系统。
2001年，吉隆坡中央车站正式启用，成为整个大吉隆坡都会区的公共交通枢纽中心。

### 城市轨道交通

#### 马来亚铁道通勤铁路
马来亚铁道通勤铁路（KTM Komuter）于1995年启用，是第一个在吉隆坡和巴生谷周边郊区提供城市轨道交通系统的铁路。该系统全长175公里（109英里），共有53个车站和共2条线路，分别是1 芙蓉线和 2 巴生港线。两条主线之间在吉隆坡中央车站、吉隆坡火车总站、国家银行站和布特拉站等站共线。

#### 轻快铁
轻快铁（LRT）是巴生谷的中運量铁路系統，目前共有3条轻快铁线路组成，即3 安邦线、4 大城堡线和5 格拉那再也綫。第一条线路在1996年开通，第二和三条线路则于1998年和1999年期间开通。2006年，联邦政府宣布推动安邦线和大城堡线和格拉那再也綫的延长线计划，并在2016年投入运作。轻快铁和捷运系统皆由快捷通轨道公司以「吉隆坡快捷通」的品牌名称运营。

#### 捷运
捷运（MRT）是巴生谷的重型铁路系统，与其他种类的铁路系统构成了巴生谷地区的城市轨道交通网络。捷运将由三条线路组成，即9 加影线、12 布城线和13 吉隆坡环状线。第一条和第二线路于2016年和2022年开通，第三条线路则预计将在2030年完全开通。在此计划下马来西亚国家基建公司将建设约90个捷运车站，其中市中心的26个车站将建在地下。载客量预计将达到每天200万人次。

#### 吉隆坡单轨列车
吉隆坡单轨列车（KL Monorail）于2003年8月31日开通，共有11个车站，在两条全长8.6公里（5英里）的高架轨道上运行。吉隆坡单轨列车只有一条线路，即 8 吉隆坡单轨列车线。该路线连接南部的吉隆坡中央车站和北部的蒂蒂旺沙以及吉隆坡的「金三角地区」。

#### 机场联络轨道系统
大吉隆坡共有两座民用机场，即位于雪兰莪州雪邦县的吉隆坡国际机场和位于雪兰莪州八打灵县梳邦的苏丹阿都阿兹沙机场（前称「梳邦机场」）。吉隆坡国际机场是马来西亚规模最大的机场和全球最繁忙机场之一，是马来西亚航空、亚洲航空、全亚洲航空、马印航空等航空公司的主要枢纽机场；苏丹阿都阿兹沙机场则是飞萤航空、拉亞航空和成功航空的主要枢纽机场，马印航空的次要枢纽机场。
吉隆坡机场快铁是巴生谷第六条和第七条列车线路，连接吉隆坡中央车站与吉隆坡国际机场的机场铁路。吉隆坡机场快铁共有2条路线，即由机场直达中央车站的6 吉隆坡机场快线（KLIA Ekspres）以及中途停靠各站的 7 吉隆坡机场支线（KLIA Transit）。10 天空花园线则是连接吉隆坡中央车站与苏丹阿都阿兹沙机场的机场铁路。
吉隆坡中央车站内的吉隆坡市内空港可以为旅客提供市区预办登机服务及行李托运服务。乘坐马来西亚航空、国泰航空、皇家汶萊航空、阿联酋航空、阿提哈德航空班机的旅客，可以在班机起飞前不少于2小时到车站内的航空公司柜台办领登机证和付运行李，然后乘坐机场快线至机场并直接办领离境手续及登机。吉隆坡市内空港是吉隆坡中央车站的部分，被国际航空运输协会（IATA）的承认，被赋予XKL机场代码。

### 公共巴士
吉隆坡小巴服务是马来西亚最古老的公共巴士服务之一，曾经服务于吉隆坡和巴生谷地区。这种小巴主要涂成粉红色，侧面有白色条纹，只能容纳20-30名乘客。小巴服务从1975年9月23日启用，并于1998年7月1日停运，取而代之的是Intrakota的巴士服务，后来在2005年被马来西亚国家基建公司的快捷通巴士取代。在进行第一阶段的公共巴士网络改造后，快捷通巴士在2006年1月开始运营，并新增了15条城市穿梭巴士路线，服务于吉隆坡中央商务区的主要地区。2008年，快捷通巴士共运营167条路线，1400辆公交车并覆盖980个居民区，日客流量约40万人次。2015年12月开始，巴生谷的巴士网络进行重组，重组計劃牽涉9202公里，而新系统涵蓋了241條路線，并新增35條路线。这使得吉隆坡巴士服务被划分为8個巴士走廊區域，即怡保路、彭亨路、安邦、蕉赖、新街場、舊巴生、聯邦大道及白沙羅。2019年5月27日，所有快捷通巴士实施完全无现金付费，仅接受使用一触即通卡（Touch'N Go）付费。2020年6月18日，快捷通巴士与Google合作推出一项新功能。该功能允许民众直接在Google地图中查询所有快捷通巴士的实时定位位置。
除了快捷通巴士以外，巴生谷地区的其他公共巴士运营商有雪兰莪巴士公司、MARA Liner公司以及长堤连公司。GO吉隆坡城市巴士也为吉隆坡提供免费巴士服务，为吉隆坡市政局所拥有。

这项服务于2012年8月31日开始营运，并从原本的两个路线扩展至现今的11条路线，可以通过GO吉隆坡城巴巴士站前往吉隆坡市内主要旅游景点、商场、住宅区和铁路车站。

### 计程车
吉隆坡是大規模應用天然氣做為德士燃料的东盟主要城市之一。在當地，大多數德士有紅、白兩種專用的特殊色，方便人們識別和在德士站或街道上叫車。近年来，Grab、亚航、MyCar等电召车服务的出现改变人们的召车习惯，导致传统计程车的使用率减少。

## 友好城市
吉隆坡與全球許多城市結締友好城市與外交夥伴協議。
| 國家     | 城市       | 夥伴關係     | 備註            |
| -------- | ---------- | ------------ | --------------- |
| 英国     | 伦敦       | 友好城市     | [ 188 ]         |
| 德国     | 汉诺威     | 姐妹市       | [ 188 ] [ 189 ] |
| 德国     | 柏林       | 姐妹市       | [ 190 ]         |
| 阿联酋   | 杜拜       | 姐妹市       | [ 188 ]         |
| 伊朗     | 伊斯法罕   | 姐妹市       | [ 191 ] [ 192 ] |
| 伊朗     | 馬什哈德   | 姐妹市       | [ 193 ]         |
| 日本     | 大阪       | 商業夥伴城市 | [ 192 ] [ 194 ] |
| 马来西亚 | 馬六甲市   | 姐妹市       | [ 192 ]         |
| 摩洛哥   | 卡薩布蘭卡 | 姐妹市       | [ 192 ]         |
| 土耳其   | 安卡拉     | 姐妹市       | [ 192 ] [ 195 ] |

## 备注
1. ↑  吉隆坡是《马来西亚联邦宪法》第154(1)条法定的联邦首都，布城则是行政首都和联邦政府所在地。